# Achtung Baby
Achtung Baby é o sétimo álbum de estúdio da banda de rock irlandesa U2. Lançado em 18 de novembro de 1991, foi produzido por Daniel Lanois e Brian Eno através da gravadora Island Records. Após ser bastante criticado pelo álbum anterior, Rattle and Hum (1988), a banda optou mudar seu estilo musical para o rock alternativo, música industrial e EDM. Tematicamente, o álbum é mais obscuro e introspectivo, sendo mais irreverente que os trabalhos anteriores. Naquele período, caracterizou-se pela utilização da multimídia nos concertos durante a turnê Zoo TV (1992–93), sendo um marco à reinvenção da banda naquela década, substituindo a imagem de "fechados" para "descontraídos e autodepreciativos" frente ao público.
Inicialmente, buscando novas inspirações na véspera da reunificação alemã, o grupo começou a gravar Achtung Baby no Hansa Studios, localizado na cidade de Berlim, em outubro de 1990. As sessões foram repletas de tensões, com os membros questionando o novo estilo musical e a qualidade de seu material. Após semanas de conflitos, o grupo conseguiu realizar avanços na escrita das músicas. O grupo retornou para Dublin em 1991, aumentando a confiança da equipe e concluindo a maioria das canções. Para confundir as expectativas dos fãs, optaram um nome pouco convencional para o título do álbum, associado a uma capa com várias imagens.
Atualmente, ele é um dos álbuns mais reverenciados do U2, recebendo muitas críticas favoráveis e estreando na primeira posição na Billboard 200. Também esteve presente no topo de várias outras paradas musicais. O álbum gerou cinco singles: "The Fly", "Mysterious Ways", "One", "Even Better Than the Real Thing" e "Who's Gonna Ride Your Wild Horses". Vendeu mais de 18 milhões de cópias mundialmente, ganhando um Prêmio Grammy em 1993 de "Melhor Performance de Rock por um Duo ou Grupo com Vocais". Também é regularmente citado na lista dos "500 Maiores Álbuns de Todos os Tempos" pela revista Rolling Stone. Em outubro de 2011, o álbum foi reeditado para comemorar o 20.º aniversário de seu lançamento; em julho de 2018, foi relançado em formato LP. Em comemoração de 30 anos, foi lançado uma caixa contendo 50 faixas e outras coleções relacionadas ao álbum. Em outubro de 2022 disponibilizou-se o álbum ao vivo Achtung Baby 30 – Live, edição limitada apenas para assinantes da banda.

## Antecedentes

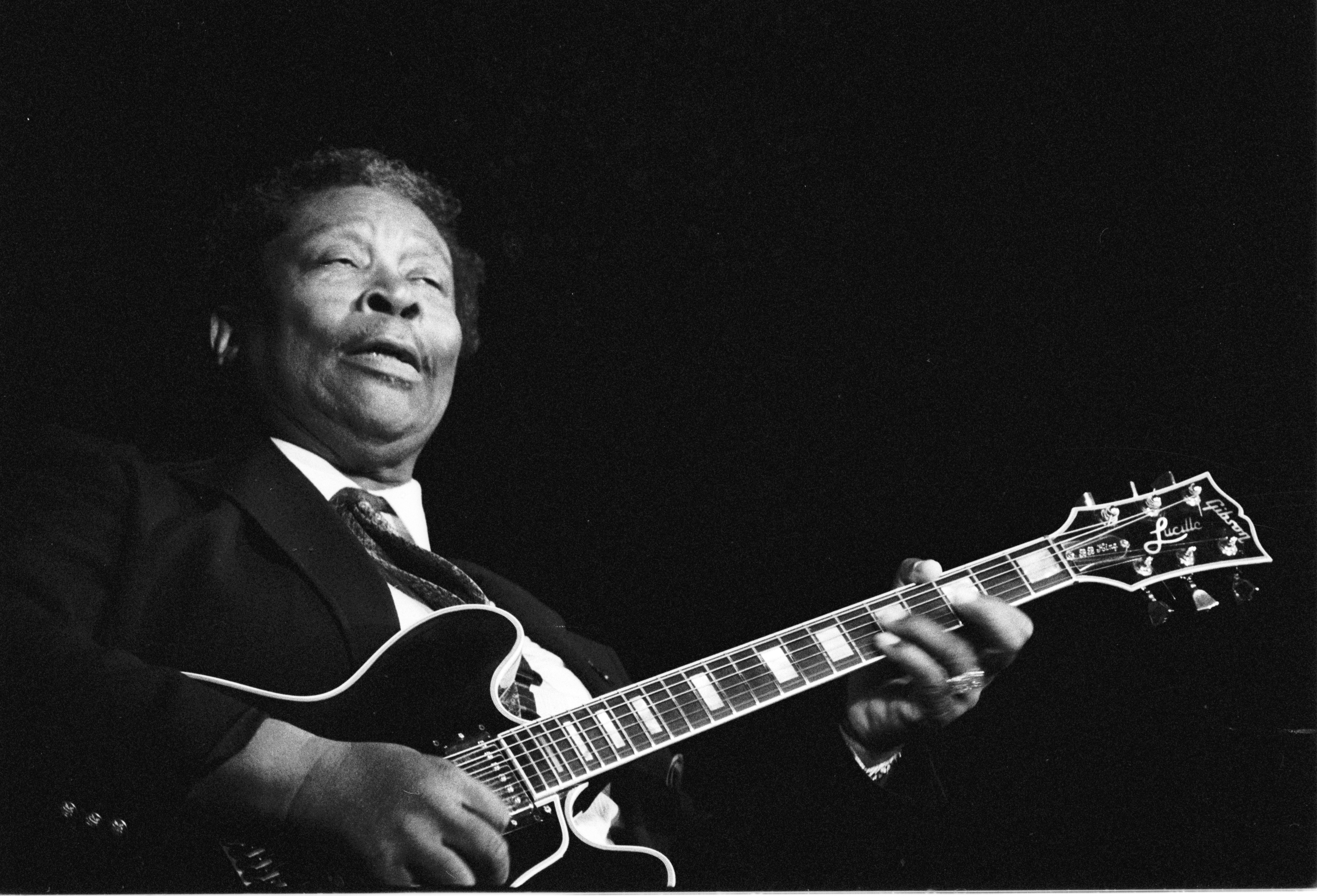
Com a participação de B. B. King no sexto álbum de estúdio do U2, o músico serviu como precursor às futuras mudanças no estilo musical dos irlandeses

O lançamento de The Joshua Tree (1987) e sua turnê de apoio trouxeram aclamação da crítica e sucesso comercial. Entretanto, tanto Rattle and Hum quanto o filme homônimo que foi produzido em conjunto com o álbum provocaram uma reação negativa por parte dos avaliadores musicais. Apesar de ter vendido 14 milhões de cópias e de ter tido um bom desempenho nas paradas musicais, os críticos desmereceram ambas realizações, rotulando a exploração dos primórdios da música americana, por parte da banda, como "pretensiosa, equivocada e extravagante." A elevada exposição do grupo e a reputação de serem "muito sérios" receberam acusações de "pretensão e soberba".
Apesar da popularidade, o grupo estava insatisfeito com sua criatividade e o vocalista Bono acreditava que eles estavam musicalmente despreparados para o sucesso, conforme Larry Mullen afirmou: "nós éramos os maiores, mas não éramos os melhores." Segundo o autor Bill Flanagan, a turnê Lovetown tinha se tornado monótona por tocarem somente os hits da banda. O U2 acreditava que o público não entendia a participação de músicos do gênero blues, como B. B. King na canção "When Love Comes to Town" (1989), descrevendo a situação como "uma turnê se deparando em um beco sem saída." Em retrospectiva, Bono disse que estava ouvindo a música negra com mais frequência, lhe permitindo criar um material com outra perspectiva musical; concomitantemente, sua experiência com a música folclórica o ajudava a desenvolver-se como compositor. A integração do gênero blues ao rock foi o pontapé inicial que motivou os irlandeses variarem em seu estilo, inserindo outros gêneros com o decorrer das gravações que estavam ganhando força no início da década de 90 — como, por exemplo, a música eletrônica. Na turnê Lovetown, Bono anunciava no final dos concertos que era "o fim de algo para o U2 [...] necessitando que fossem embora e voltar a sonhar novamente", aumentando o número de suas apresentações e lançamentos de álbuns.
Reagindo ao próprio senso de estagnação e de seus críticos, a banda procurou um novo terreno musical. Ao compor a canção "God Part II", perceberam que eles tinham perseguido exageradamente a nostalgia em suas composições. A música tinha um toque mais contemporâneo, com Bono alegando que estavam se "aproximando de uma musicalidade inovadora." Outras indicações de mudanças foram as gravações que fizeram no ano de 1990: a primeira foi uma versão cover de "Night and Day" (1932) para o primeiro lançamento do álbum Red Hot + Blue — pela primeira vez utilizaram batidas derivadas da música eletrônica e elementos do hip hop. A segunda foram as contribuições de Bono e The Edge na trilha sonora da adaptação teatral de A Clockwork Orange. Boa parte do material que escreveram foi experimental.

## Desenvolvimento e gravação
Em meados de 1990, o vocalista buscou os demos que tinham sido escritos e gravados no STS Studios, Dublin, durante a turnê Lovetown. Após sua permanência no estúdio, Bono e The Edge receberam a tarefa de continuarem trabalhando nas letras e melodias até que o grupo se reunisse novamente. Iniciando as sessões do álbum, a banda queria mudar completamente o estilo do trabalho anterior. Entretanto, ficaram inseguros sobre como obter sucesso com um gênero musical com o qual não estavam acostumados. O surgimento do movimento madchester, no Reino Unido, deixou-os confusos sobre como poderiam se encaixar em algum cenário musical.
O grupo contratou os produtores Daniel Lanois e Brian Eno para produzir o álbum com base nos trabalhos anteriores da dupla com a banda — como em The Unforgettable Fire e The Joshua Tree. Lanois foi o principal participante, juntamente com Mark "Flood" Ellis, atuando como engenheiro de áudio. Eno assumiu um papel auxiliar, trabalhando com o grupo nos estúdios por uma semana e revendo as canções antes de viajar por aproximadamente dois meses. O produtor afirmou que seu papel seria de "entrar e apagar qualquer coisa que soasse como a musicalidade tradicional da banda." Quando Eno não estava presente no estúdio, passava a estar junto com os músicos, notando que os membros estavam mais animados com as novas perspectivas sobre o material em gravação. O produtor explicou: "Eu deliberadamente, não escutei o material entre as sessões para que eu pudesse ser imparcial." Uma vez que eles buscassem um álbum com batidas mais fortes durante um show ao vivo, Lanois "muitas vezes, cobrava um árduo desempenho ao ponto de ser imprudente." A equipe Lanois-Eno usava o método do pensamento lateral e uma abordagem filosófica popularizada por Eno de estratégias oblíquas, contrastando com o estilo retrô de Jimmy Iovine.
| “            | As palavras-chave neste álbum foram: trash, descartável, sombrio, sexy e industrial e sincero, educado, doce, moral, purista em relação ao rock e linear. Era bom se uma canção fizesse você 'viajar' ou fizesse você pensar que o aparelho de som estava defeituoso. Era ruim se fizesse você lembrar dos estúdios de gravação ou do U2. Sly Stone, T. Rex, Scott Walker, My Bloody Valentine, KMFDM, The Young Gods, Alan Vega, Al Green e Insekt, foram todos a favor. Berlim tornou-se cenário conceitual para este álbum. A Berlim da década de 1930 [decadente e sombria] vs. a Berlim da década de 1990 [renascida, caótica e otimista]. | ” |
| — Brian Eno. | |   |

### Sessões em Berlim

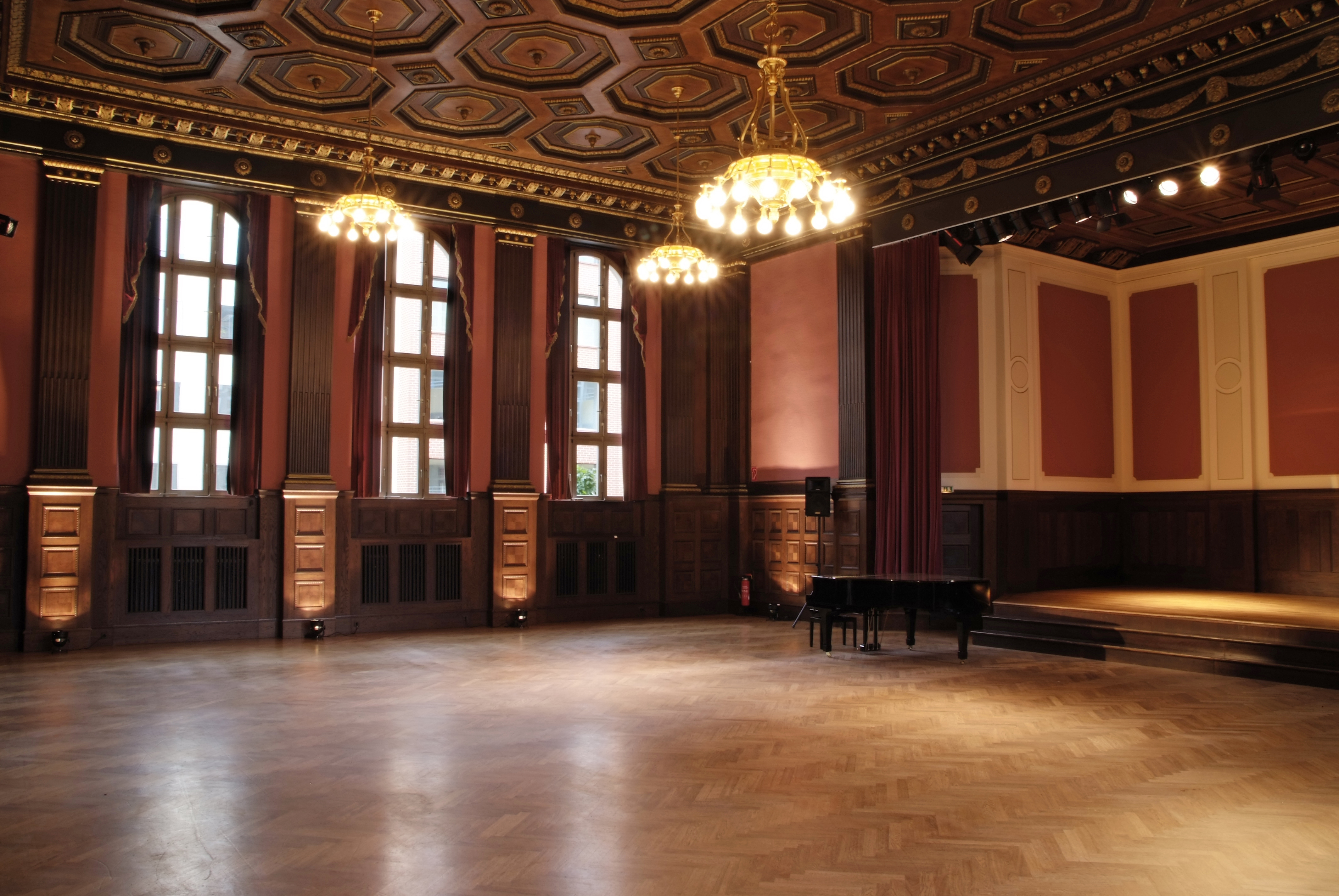
Inicialmente a banda gravou o álbum em um antigo salão ligado ao Partido Nazista, no final de 1990 em Berlim

A banda acreditava que a domesticidade era uma "inimiga do rock", precisando desvincular-se da velha imagem do grupo perante o público. Na época, com a "Nova Europa" emergindo no final da Guerra Fria, decidiram gravar na cidade de Berlim, servindo como fonte de inspiração para se adquirir uma influência musical ao estilo europeu. As gravações iniciaram-se no Hansa Studios, um ano após a queda do Muro de Berlim. No passado, vários outros álbuns musicais foram gravadas neste estúdio, incluindo os dois primeiros discos da Trilogia Eletrônica: Low e Heroes [ambos de 1977]. Em outubro de 1990, o U2 chegou às vésperas da reunificação alemã na antiga Berlim Oriental, no dia 3 de outubro. Com a expectativa de alcançarem novas composições, acabaram presenciando uma cidade deprimente e sombria. A queda do Muro de Berlim resultou em um sentimento de desolação na Alemanha. Enquanto isso, em termos musicais, os membros encontravam-se estagnados durante o início das gravações, somado ao fato de estarem gravando em um antigo salão da organização Schutzstaffel (SS), ainda "soando as vibrações ruins" da Segunda Guerra Mundial.
Com o tempo a situação foi se deteriorando, pois a banda estava trabalhando a longos dias e não conseguia entrar em um consenso a respeito do novo estilo musical. The Edge ouvia algumas bandas de música eletrônica e industrial, como Einstürzende Neubauten, Nine Inch Nails, The Young Gods e KMFDM. Tanto Edge quanto Bono defendiam novas edições musicais ao longo dessa linha de raciocínio. Em contrapartida, Mullen queria um rock clássico, como Blind Faith, Cream e Jimmy Hendrix, onde ele dizia que "estava aprendendo a 'brincar de batidas'"; assim como Adam Clayton, que estava mais confortável ao som tradicional do álbum anterior, resistindo às inovações propostas. O interesse do guitarrista na mixagem e bateria eletrônica fez com que Mullen se sentisse deixado de lado como baterista. Lanois estava esperando algo mais "textural, emocionante e cinematográfico" do que os materiais anteriores, não conseguindo compreender as citações de Eno: "inutilidade e irrelevância." Agravando mais a interação, houve uma mudança no comportamento da banda com os compositores de longa data: durante aquele período, Bono e The Edge começaram a compor de forma mais estreita, sem a presença de Larry Mullen e Clayton.

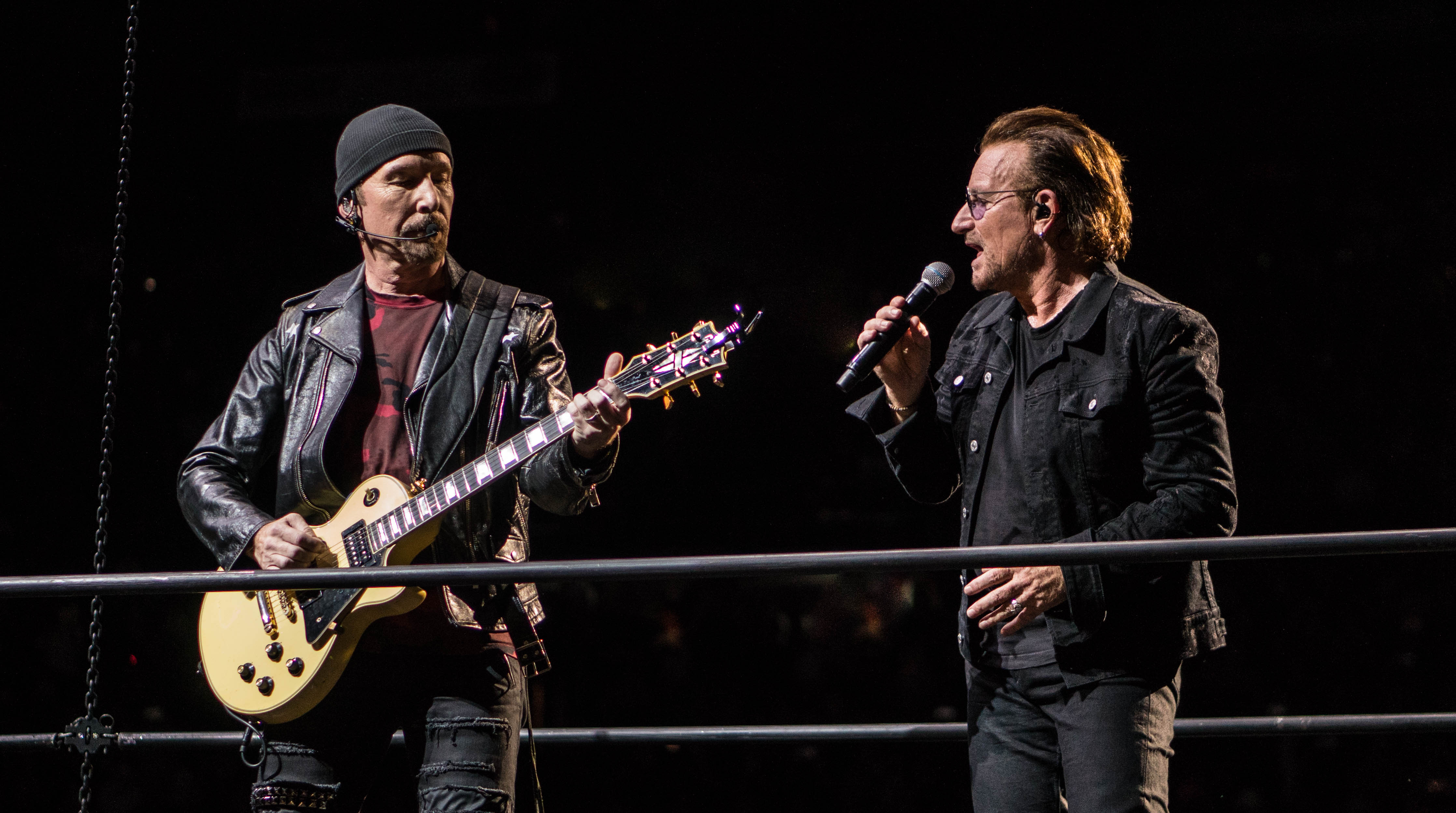
Durante as gravações do álbum, The Edge (esquerda) e Bono (direita) começaram a trabalhar mais juntos nas composições

Ao perceberem que ainda não estavam preparados ou bem ensaiados, suas ideias não criavam nenhum progresso para concluir as canções. Pela primeira vez, o grupo não conseguia encontrar um consenso, percebendo que não seguiam em frente. Particularmente, Bono e Lanois discutiram ao ponto de causar agressões físicas durante a escrita da canção "Mysterious Ways". Embora a equipe estivesse dividida, com a sensação de estarem "andando sem rumo", Eno interveio afim de evitar uma possível tentativa do fim da banda. O produtor acrescentou que o grupo fez "mais progressos do que eles imaginavam." Ao adicionar efeitos sonoros incomuns, Eno mostrou que a busca do guitarrista por um novo território sonoro não era compatível com o estilo de Mullen e do "desejo de persistir com as sólidas estruturas musicais" de Lanois. Em dezembro de 1990, um avanço foi conquistado durante a escrita da canção "One", com Edge combinando duas progressões de acordes, encontrando uma inspiração. Com isso, rapidamente improvisaram a maioria das outras canções, retomando a confiança e reavaliando suas posições habituais como "uma folha em branco", escrevendo e gravando juntos novamente.

### Sessões em Dublin

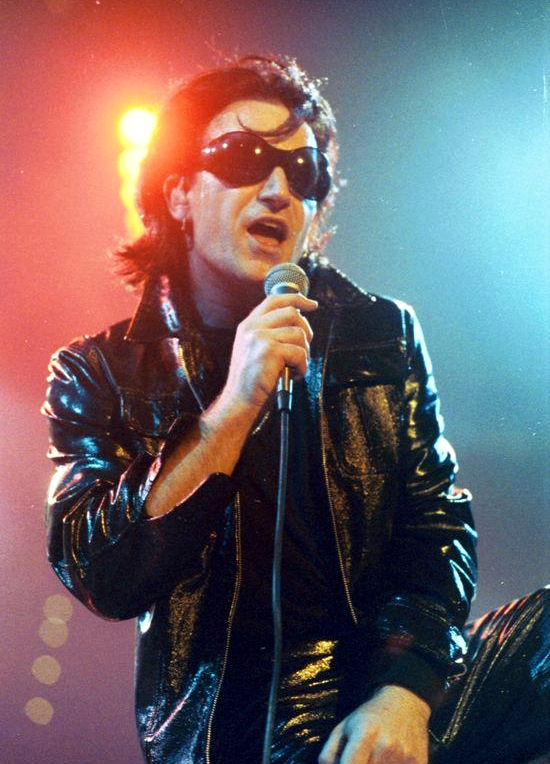
Bono representando o personagem The Fly, em 1992. Criou este papel durante as sessões de gravação em Dublin.

Naquele mês voltaram a Dublin, no intuito de analisar os ensaios realizados e visando unificar o profissionalismo do grupo. Revendo as fitas ensaiadas, concordaram que as gravações soaram melhor do que pensavam inicialmente. Em janeiro de 1991, o grupo retornou para Berlim, concluindo o restante do material no estúdio Hansa. Apesar de apenas duas canções terem sido finalizadas durante dois meses na Alemanha, The Edge alegou que "o trabalho não poderia ser mais produtivo e inspirador do que o final." A banda mudou seu habitat musical, proporcionando nova textura e direção de arte, revisando as ideias incompletas ao longo das sessões.
Em fevereiro de 1991 foram à mansão Elsinore, localizada na cidade de Dalkey na Irlanda, alugando uma casa pela mensalidade de dez mil euros. A estratégia de gravar em salas maiores era algo que Lanois acreditava ter melhorado na produtividade da equipe, adaptando um estúdio na mansão, com a garagem convertida em um estúdio. As sessões nesta cidade também conseguiram ser mais descontraídas. Câmeras e monitores foram utilizados para monitorar os espaços. Trabalhando na gravação da canção "Lady with the Spinning Head" [tornando-se B-side de "One"], outras três músicas foram derivadas a partir dela. Durante a escrita de "The Fly", Bono criou um personagem alternativo de óculos escuros que ele usava para aliviar a tensão no estúdio, vestindo uma jaqueta de couro e assumindo este alter ego durante as performances nos concertos da turnê 
Em abril de 1991, as fitas gravadas em Berlim foram roubadas depois que a banda deixou-as em um quarto de hotel, sendo vazada antes que o álbum estivesse concluído. Os demos eram bootlegs de uma coleção com três discos chamados de "sessões Salome", sendo considerado o mais famoso bootleg do grupo. Bono referiu-se aos demos vazados como "algaraviada", e The Edge comparou a situação como um "ser violado". O vazamento abalou a confiança da banda, prejudicando o humor coletivo por algumas semanas. A partir de então, a logística pessoal levou-os a ter três engenheiros distintos, separando as gravações feitas na mansão Elsinore e no estúdio improvisado na residência do guitarrista. O engenheiro Robbie Adams, afirmou que a "abordagem tinha levantado a confiança e entusiasmo da equipe. Havia sempre algo diferente para ouvir, sempre algo emocionante acontecendo." O preparo de todo o trabalho requereu que os engenheiros utilizassem uma técnica chamada fatting, o que lhes permitiu gravarem mais de 48 músicas usando gravação analógica, um cassete de gravação digital e um sincronizador. Na edição da revista Propaganda, lançada em junho de 1991, Lanois comentou que "acreditava em algumas das canções em andamento e que tornariam-se um sucesso mundial, mesmo que as letras e as tomadas vocais [daquele momento] ainda não estivessem concluídas."

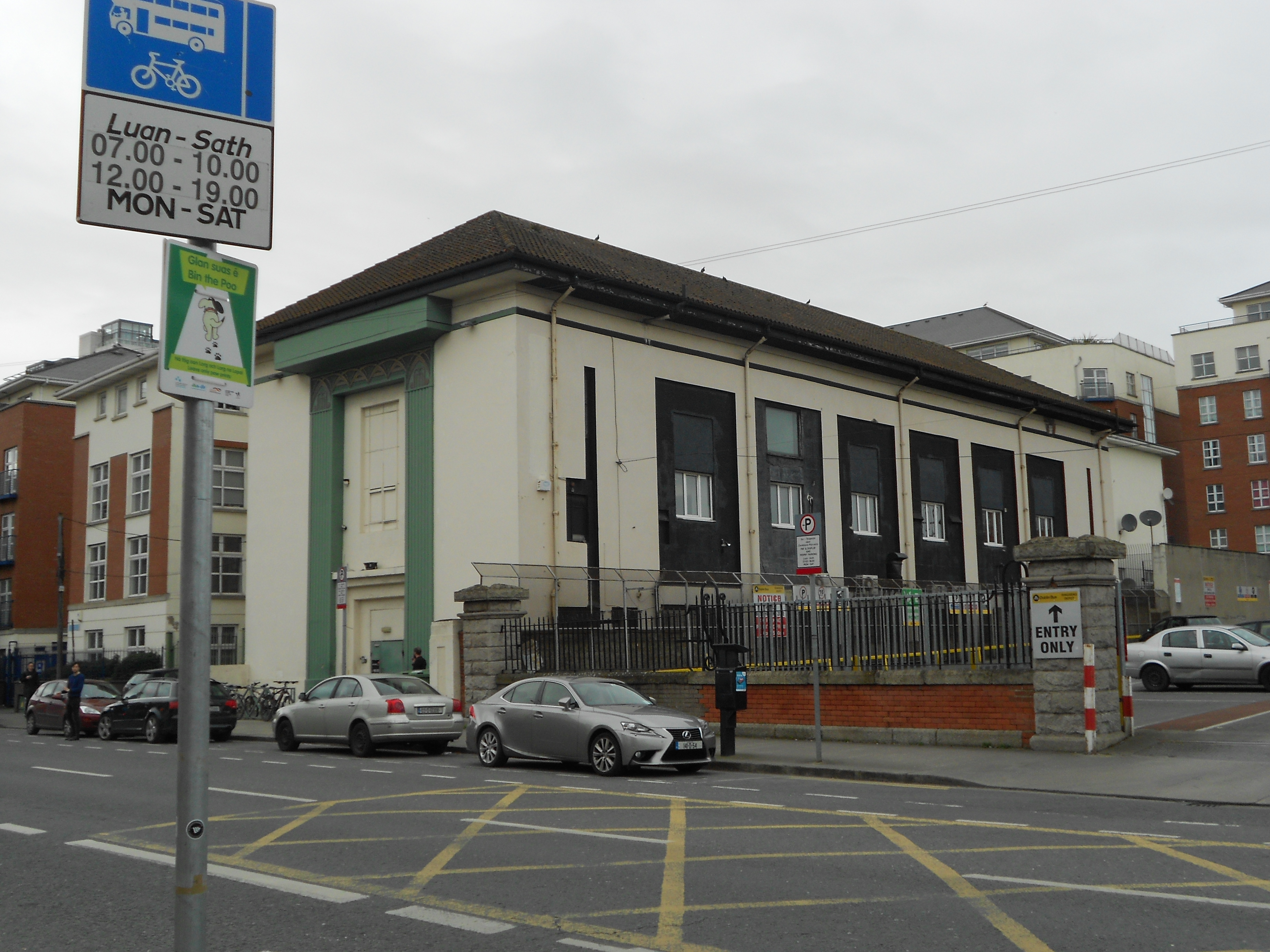
Em julho de 1991, os produtores fizeram os retoques finais do material gravado no Windmill Lane Studios

Durante as sessões em Dublin, Eno enviou o material de dois meses gravados, chamando-os de "desastre total". Juntando a banda, ele retirou o que pensava ter um excesso de overdub. O grupo acreditava que a sua intervenção salvaria o álbum, teorizando que estavam muito perto da "verdadeira música", conforme explicado: "Se você conhecer uma música muito bem, as mudanças feitas nas mixagens e no baixo ficam suavizadas. Ainda se pode ouvir o baixo. Acostuma tanto com a presença dele, que tenta compensá-lo e o refaz na mente." Segundo Andy Gill, Eno foi lembrado da ajuda fornecida durante o período de crise, um mês antes do prazo final para terminar as sessões: "Tudo parecia bagunçado", insistindo que a banda tirasse um feriado de duas semanas de trabalho do álbum. O descanso deu-lhes uma perspectiva mais clara, acrescentando determinação.
Em julho de 1991, após finalizarem o trabalho em Elsinore, todos os produtores [e também o produtor de longa data do U2, Steve Lillywhite], mixaram as faixas no Windmill Lane Studios. Cada produtor criava sua própria alternativa das canções, e no fim, a banda escolhia as que mais os agradavam — esclarecendo que determinadas características de cada versão seriam combinadas entre si. A gravação adicional continuou em um ritmo frenético até 21 de setembro — incluindo alterações de última hora para as canções "The Fly" e "One". O guitarrista estimava que metade dos trabalhos realizados fossem feitos nas últimas três semanas para a conclusão das faixas. Na última noite, foi feito um planejamento de ordenação das canções do álbum. No dia seguinte, The Edge viajou para Los Angeles com as fitas para a masterização de áudio.

## Composição
|                                                    | "Even Better Than the Real Thing" "Even Better" possui características do gênero EDM, estando presente em várias paradas musicais. |
| Problemas para escutar este arquivo? Veja a ajuda. | |

Apesar das composições terem sido intervaladas, a banda compôs todas as canções de Achtung Baby ao modo jam session [Bono foi creditado como o letrista exclusivo]. O álbum apresenta várias modificações em relação a seus trabalhos anteriores, desde a sonoridade a características irônicas em um período de pós-modernidade. As canções têm menos hinos em suas melodias, explorando um novo território sônico. Suas características musicais demonstram aspectos do estilo europeu, como as influências do rock alternativo, industrial e de eletrônica. Em contraste com as gravações passadas do U2 [com críticas de cunho político-social], Achtung é tematicamente mais introspectivo, explorando questões amorosas, sexualidade, espiritualidade, fé e traição. As letras têm um tom mais obscuro, descrevendo as conturbadas relações pessoais e sentimentos que emanam confusão, solidão e imperfeição. Um dos temas centrais foi o divórcio do guitarrista que aconteceu durante a gravação do álbum, afetando a contribuição lírica de Bono. Entretanto, o tema não focou apenas o divórcio, como também em outros assuntos pessoais.
The Edge muitas vezes evitou uma abordagem detalhista de tocar guitarra com a sua marca [delay acrescentado dos pedais de efeito], sendo a favor de um estilo que incorporasse mais solos, dissonância e feedbacks. A influência da música industrial e os efeitos de guitarra utilizados [particularmente distorcidas], contribuíram para o estilo heavy metal e texturas mais fortes. Considerando que Bono apresentou a parte vocal previamente ao lançamento do álbum, optou-se por ampliar o tempo de voz para um registro mais baixo. A autora Susan Fast descreveu a decisão como "sopro de cores e tons suaves". Em algumas músicas, Bono canta como um de seus personagens. Uma técnica de voz foi usada, sendo dita por Fast como "dupla voz". Porém, duplicam em duas oitavas diferentes. Essa diferenciação da oitava foi feita às vezes com vocais simultâneos, enquanto que em outros momentos, distingue-se as vozes entre os versos e refrões. Este tipo de técnica introduz "uma ideia de contraste lírico e um caráter vocal para transmitir", levando a interpretações mais literais e conotativas. A parte vocal foi trabalhada com processamentos de áudio, usados para dar à sua voz, mais emotividade e distinção dos vocais utilizados nas produções anteriores.
| “                                                | Estamos em um ponto onde a produção se tornou tão sofisticada que as pessoas não confiavam mais... estávamos começando a perder a confiança no som convencional do rock n' roll — o som convencional de guitarra... aquela bateria pesada dos anos 80 ou aqueles grandes e bonitos sons vocais puros com todo aquele ambiente exuberante e reverberado. Então, nós nos encontramos em busca de outros sons que tinham mais vida e mais 'complicações'. | ” |
| — The Edge, explicando a procura de um novo som. | |   |

O grupo se refere como um "som de quatro homens derrubando o pódio de The Joshua Tree." Assim, a introdução distorcida da canção de abertura, "Zoo Station", veio com a intenção de fazer os ouvintes acharem que a gravação tinha uma interrupção ou estava equivocadamente incluída ao álbum, apresentando nitidamente a influência industrial na percussão. A autora Fast, afirmou que no "uso da tecnologia durante a abertura, não se pode enxergar os erros cometidos pela banda adotados nas novas canções." Bono encontrou inspiração no nascimento de suas duas filhas, Jordan e Eve Hewson, sugerindo novas expectativas e desejos. A segunda faixa, "Even Better Than the Real Thing", foi o quarto single, lançado em 8 de junho de 1992, retratando as condições do grupo naquela época. Segundo o vocalista, "era um reflexo dos tempos em que a banda estava vivendo, quando as pessoas não estavam mais procurando a verdade, [todos] estavam procurando gratificação instantânea." A terceira faixa, "One", foi lançada como terceiro single em 2 de março de 1992, falando sobre a relação conturbada durante as gravações, bem como o ceticismo do conceito de "união"; os assuntos político-sociais, como a reunificação da Alemanha. O baterista alegou que a canção reafirmou a "abordagem da página em branco", garantindo que "nem tudo estava perdido"; enquanto que o guitarrista descrevia-na como "dolorosa e retorcida, como um diálogo vitriólico entre duas pessoas que já passaram por situações ruins e difíceis."
A quarta faixa, "Until the End of the World", foi inspirada em uma breve conversa de Bono e The Edge. O vocalista escreveu a letra de forma relativamente rápida, tendo a ideia de uma conversa fictícia entre Jesus com Judas Iscariotes. Também teve dificuldade em encontrar um tom que pudesse cantar. Consequentemente, a única melodia que ele se sentia a vontade era através da conversação. As poesias de John Keats, Percy Bysshe Shelley e George Gordon Byron também serviram de influência ao tema da tentação. Os cânticos de sentimentalismo a um amor não correspondido ou perdido, por Roy Orbison, Scott Walker e Jacques Brel, foram as maiores influências evidenciadas na quinta faixa "Who's Gonna Ride Your Wild Horses" — quinto e último single, lançado em 23 de novembro de 1992. A sexta faixa "So Cruel" foi interpretada como "o mesmo tipo de abordagem artística musical que deu asas à 'She's a Mystery to Me' (1989)", de Roy Orbison. Liricamente, foi inspirada por Scott Walker: "externa um modo de expressão de fragilidade, embora muitas vezes esteja em desânimo, dor ou raiva"; abordando também um amor não correspondido, obsessão e possessividade.
A sétima faixa e primeiro single, "The Fly", foi lançada em 21 de outubro de 1991, baseando-se em um personagem homônimo da música, compondo uma sequência "linear de aforismos", contendo influências do hip hop e batidas derivadas do estilo EDM. Também foi considerada um "trote telefônico vindo originado do inferno... mas que o interlocutor gostava de lá." "Eu o escrevia, conseguindo achar um personagem que pudesse dizer a todos eles [...] 'um mentiroso que não acredita em mais ninguém' falando ao telefone com 'um amigo que te decepciona'... e foi aí que The Fly surgiu", acrescentou Bono. De acordo com Albin Zak, em meio às camadas sonoras distorcidas da guitarra, o timbre de Mullen exibe um "som mais forte, algo como se batesse em uma lata." A oitava faixa e segundo single, "Mysterious Ways" — lançada em 25 de novembro de 1991, combina um riff no estilo funk, com batidas carregadas de conga: "um U2 mais descontraído [...] como se fôssemos uma mistura de Sly & the Family Stone com um estilo madchester desinibido" [sic]. Segundo o biógrafo da banda, Bill Flanagan, a nona música "Tryin' to Throw Your Arms Around the World", descreve um personagem embriagado voltando para casa.
A temática da décima canção, "Ultra Violet (Light My Way)", é abrangente: fala sobre amor e dependência a interpretações religiosas. Faz uma alusão ao livro de Jó e o conto de Deus servindo como uma lâmpada na cabeça de Jó, caminhando pelas trevas. Há interpretações que sugerem que a luz ultravioleta é "uma metáfora para uma força sobrenatural invisível, em última análise, desconhecida pela compreensão humana", "evocando a imagem da luz negra que permeia a escuridão, cujas conotações são espirituais e pessoais, além de tecnológicas, refletindo temas da alienação moderna." Outros, afirmam que o termo "ultra violet" é sobre Ali Hewson, e de "como ela o purifica, quando ele [Bono] se sente um lixo." A décima primeira música, "Acrobat", fala sobre a "má disposição, a própria hipocrisia, a capacidade de mudar de forma e de assumir as cores de qualquer ambiente em que você esteja, como se fosse um camaleão." É uma das canções mais pessoais do álbum, com Bono reconhecendo "fraquezas pessoais, contradições e imperfeições." A canção de encerramento, "Love Is Blindness", possui conteúdo a respeito do "terrorismo, construção de bombas, relógios e carros destruídos. Imaginei o fenômeno de uma pessoa armando uma mina terrestre que, anos depois, acidentalmente era ativada. Você pode assistir as pessoas fazendo isso, voluntariamente se envolvendo em ações pelas quais eles pagarão um preço muito alto mais tarde. Trajetória é tudo", alegou o vocalista.

## Capa, encarte e título
| Achtung Baby                    | "O próprio título do álbum se esforça em não ter significado algum. A capa em si não é a única imagem importante, mas sim [...] a glória descuidada de Robert Frank em seus trabalhos artísticos." | Achtung Baby |
| — Mat Snow, sobre Achtung Baby. | |              |

A capa de Achtung Baby foi feita por Steve Averill e Shaughn McGrath, que tinham criado a maioria das capas do U2. Para mostrar a mudança de estilo musical, a banda queria algo com várias imagens e diferentes cores para contrastar com o ambiente, principalmente no uso de imagens monocromáticas dos álbuns anteriores. Esboços e desenhos foram montados desde o início das sessões e alguns projetos experimentais foram concebidos para se assemelharem, como Averill ponderou: "A música dance orienta a capa. Acabamos de fazê-lo, com o objetivo de explorar seu extremo. Poderíamos ter nos contentado com o que tínhamos, mas se não tivéssemos feito o que fizemos, não teríamos chegado à capa que é agora."
Foram realizados vários ensaios fotográficos com Anton Corbijn em Berlim, no final de 1990. A maioria das fotos foi em preto e branco e o grupo sentia que não era uma indicativa de novidade. Eles encarregaram Corbijn para uma sessão de fotos por um período de duas semanas em Tenerife, em fevereiro de 1991, para se misturarem com a multidão no Carnaval de Santa Cruz, apresentando um lado mais descontraído de si mesmos. Foi durante este período e durante sua passagem no Marrocos, que o grupo realizou as fotografias, com adições realizadas em Dublin. As fotos foram destinadas a confundir as expectativas do grupo, contrastando com a monocromia dos outros discos.

Divulgação de todos os formatos, bem como encarte e produtos afins

A princípio, cogitaram incluir três imagens como capa: uma vaca em uma fazenda em County Kildare, na Irlanda; a imagem do baixista, Adam Clayton, despido; e a banda dentro de um trabant. Entretanto, um sistema de múltiplas imagens foi empregado, chegando a conclusão que não poderiam concordar com nenhuma das opções. De acordo com a autora Lisa Godson, "as expressões dos integrantes estavam em sua melhor versão de 'alter-ego', tendo várias perspectivas, de acordo com o ângulo da imagem." Com isso, o resultado acabou sendo uma montagem de várias fotos 4x4. Uma espécie de quebra-cabeça foi realizada por Corbijn, já que a banda queria manter um "toque europeu mais reservado, principalmente nas imagens monocromáticas em Berlim [com aspectos exóticos e sombrios], com cores mais vibrantes [como em Santa Cruz e Marrocos]." Algumas foram incluídas por questões pessoais, enquanto outras por transmitir ambiguidade. Fotos coloridas no interior do trabant também foram incluídas na capa e encarte. Mais tarde, esse modelo de carro foi incorporado ao cenário da turnê, como parte do sistema de iluminação. A nudez do baixista foi inserida na contracapa do álbum. Em 2003, a VH1 classificou a capa na 39.ª posição, na lista das "50 Melhores Capas de Álbuns".
O termo em alemão, achtung, é traduzido em português como "atenção" ou "cuidado". O engenheiro de áudio Joe O'Herlihy, usou as palavras "achtung, baby" durante as gravações, sendo supostamente tiradas de uma frase do filme The Producers (1968). O título foi escolhido em agosto de 1991, no final das sessões. De acordo com Bono, foi um título ideal, cujo objetivo era chamar a atenção e referenciar a Alemanha, dando a entender qualquer tipo de romance ou renascimento — sendo que ambas foram temas do álbum. O grupo estava determinado a não destacar seriedade nas letras, procurando "mascarar" esta imagem no decorrer dos shows, particularmente através do personagem The Fly. A respeito do título, o vocalista alegou: "De certa forma é uma isca. Nós chamamos isso de Achtung Baby, sorrindo em todas as fotos da capa. Mas provavelmente, é um dos maiores discos que já fizemos... faz jus ao encarte, pois a imprensa teria nos aniquilado, chamando isso de qualquer outra coisa."
Na época o U2 considerou vários títulos: Man, 69, Zoo Station ou até mesmo Adam. Outros possíveis nomes seriam Fear of Women e Cruise Down Main Street, fazendo referência a Exile on Main St. (1972), dos Rolling Stones, e aos mísseis lançados em Bagdá durante a Guerra do Golfo. A maioria dos títulos propostos foram rejeitados, com a crença de que o público interpretaria de forma pretensiosa e soaria como "mais uma declaração presunçosa da banda." A escolha por um título despretensioso influenciou outros músicos, incluindo David Bowie, que foi uma inspiração para o U2 e Eno durante aquele período.

## Lançamento e promoção

O grupo também lançou Achtung Baby: the Videos, como parte da promoção do álbum

Em dezembro de 1990, a imprensa musical relatou que a banda estaria gravando um álbum mais dance e que seria lançado em meados de 1991. Em agosto do ano seguinte, o grupo Negativland lançou um EP chamado de U2 (1991), parodiando a canção "I Still Haven't Found What I'm Looking For" (1987), usando semelhanças da banda na capa. Entretanto, a gravadora Island Records opôs-se à capa, acreditando que os consumidores iriam confundir o EP com Achtung Baby. Com sucesso, a gravadora processou-os por violação dos direitos autorais. Porém, tanto a gravadora quanto a banda foram criticados pela imprensa musical — embora o grupo não tivesse envolvimento no litígio. Stephen Dalton, da revista Uncut, acreditava que boa parte das manchetes negativas foram atenuadas pelo sucesso da canção "The Fly". Com um estilo musical que não enquadrava-se no gênero costumaz do grupo, acabou por ser selecionado como o primeiro single.
A imprensa solicitou antecipadamente, que a Island Records autorizasse o envio de cópias do material gravado com o objetivo de formular uma avaliação sem a influência do público ou número de vendas. Entretanto, tanto a banda quanto a gravadora recusaram a solicitação. A decisão surgiu após rumores, e o jornalista David Browne comparou-o com a prática da retenção de cópias antecipadas sempre que recebiam críticas negativas por parte da imprensa. Achtung Baby foi lançado em 18 de novembro de 1991 com um carregamento inicial de 1,4 milhões de cópias. O material foi o primeiro lançamento a utilizar pacotes ecológicos — cartolina digipak e a caixa embalada, sem o anexo do papelão. A Island encorajou as lojas de discos a ordenarem a embalagem na caixa, oferecendo 4% de desconto. Até aquele momento, foi o primeiro material a ter o maior intervalo de lançamento de um álbum para o outro, com um pouco mais de três anos. Após o seu lançamento, mantiveram um perfil mais discreto, evitando entrevistas e permitindo que os críticos musicais e o público fizessem suas próprias conclusões. Ao invés de participarem de uma matéria da revista Rolling Stone, a banda pediu a Eno que escrevesse um artigo. O marketing do álbum enfatizou as promoções de varejo. Além das rádios e propagandas de TV que estavam sendo noticiadas, foram divulgados também pôsteres com várias imagens distribuídas às lojas musicais e jornais das grandes cidades. Em comparação com a campanha publicitária de outros álbuns lançados em 1991, o diretor geral da gravadora, Andy Allen, explicou esta metodologia relativamente discreta: "O U2 não iria apelar na mídia internacional. Sentíamos que a base de fãs criava este tipo de emoção."
Em junho de 1992, a banda lançou Achtung Baby: the Videos como promo, sendo uma coletânea de nove vídeos musicais. Com 65 minutos de duração, foi produzido por Ned O'Hanlon e lançado pela Island e PolyGram. Inclui três vídeos musicais das canções "One" e "Even Better Than the Real Thing"; como também vídeos de "The Fly", "Mysterious Ways" e "Until the End of the World". Intercalado entre os vídeos musicais das canções, continham videoclipes denominados de interference, compreendendo documentários, vídeos da mídia e outros semelhantes aos que foram apresentados nos concertos da turnê Zoo TV. Ganhou certificação de platina nos Estados Unidos e ouro no Canadá.

## Recepção musical

### Crítica profissional de 1991
| Críticas profissionais | Críticas profissionais |
| Avaliações da crítica  | Avaliações da crítica  |
| Fonte                  | Avaliação              |
| ---------------------- | ---------------------- |
| Allmusic               | [ 71 ]                 |
| Chicago Tribune        | [ 149 ]                |
| Entertainment Weekly   | A                      |
| Hot Press              | [ 150 ]                |
| Los Angeles Times      | [ 151 ]                |
| The New Zealand Herald | [ 70 ]                 |
| Orlando Sentinel       | [ 152 ]                |
| Q                      | [ 125 ]                |
| Rolling Stone          | [ 5 ]                  |
| Spin                   | (misto)                |

Achtung Baby foi bem elogiado pela crítica. Em retrospectiva, Stephen Thomas Erlewine do Allmusic, deu a pontuação máxima de cinco estrelas, elogiando a transformação musical da banda como "completa, eficaz e infinitamente inovadora." Erlewine concluiu que poucos artistas nessa fase de sua carreira poderiam ter "gravado um álbum tão aventureiro e ao mesmo tempo, sendo bem sucedido." Greg Kot do Chicago Tribune, alegou que a gravação "mostra uma banda sob uma obscuridade: perturbador, ao invés de cumprir as expectativas", acrescentando a respeito de The Edge: "soava um U2 mais punk desde o primeiro álbum." Por fim, concluiu que era "uma busca transcendental, tornando-se melhor que seus defeitos." Bill Wyman do Entertainment Weekly, deu nota A, dizendo: "um retorno original e surpreendentemente desinibidos de uma das bandas mais impressionantes do mundo." Niall Stokes da Hot Press, deu pontuação de dez estrelas, a considerando paradoxal e denominando-o "o álbum mais sombrio do grupo": "soa menos o U2 que conhecemos do que qualquer outra coisa que eles fizeram antes, e ainda assim, é inconfundivelmente a sonoridade deles [...] ostensivelmente decadente, sensual e sombrio. É um bom material para esse período."
Em uma revisão de quatro estrelas, Robert Hilburn do Los Angeles Times, afirmou que "as texturas da guitarra estão entre as mais confiáveis e enérgicas da banda", e que "o álbum é uma tarefa difícil aos ouvintes, por causa de sua natureza obscura e introspectiva das canções, o que contrasta com as canções edificantes do passado." Jill Graham, da The New Zealand Herald, escreveu que era "excelente" e que a sonoridade era "suave, estritamente controlada e introvertida." No entanto, que "alguns momentos melancólicos das canções pareciam estar indo a lugar nenhum", impedindo-a de ser um "caso verdadeiramente maravilhoso." Parry Gettelmen do Orlando Sentinel achou que "mostrava que o grupo ainda tem o poder de surpreender", destacando o entusiasmo do vocalista, a interpretação das letras e os produtores em ajudar The Edge "a obter grandes canções sem tornarem-se hinos." Finalizando sua avaliação, elogiou a transformação musical da banda: "O U2 prova muito mais talento na música trance do que outras bandas." Dando a nota máxima de cinco estrelas, a revista Q publicou que naquele momento, Achtung era o "álbum mais heavy metal do U2. E o melhor!"; elogiando também a equipe de produção por criarem músicas mais "dramáticas, profundas, intensas e introspectivas."
Em uma classificação de 4.5 estrelas, Elysa Gardner da Rolling Stone, comparou as batidas dance em meio à sonoridade pesada na guitarra, semelhante às bandas Happy Mondays e Jesus Jones." A avaliação publicou que, assim como o antecessor, foi uma tentativa da banda em "diversificar suas 'palhetas', conseguindo almejar seus objetivos"  [sic]. A Spin foi mais analítica, chamando-o de um "fracasso ambicioso"; a recepção de boas-vindas à sua experimentação, considerou que, quando o grupo "se desviou do território familiar, os resultados são atingidos e perdidos." Steve Morse do The Boston Globe, afirmou que "não só revigorava o seu som, mas caía como qualquer justiça própria. O foco das canções está ligado a relacionamentos pessoais, e não em salvar o mundo." Morse elogiou a "batida, as combinações retorcidas nos efeitos sonoros e o encaixe do estilo heavy quando The Edge tocava." Jon Pareles do The New York Times, elogiou não somente pelos "ruídos e arranjos vertiginosos", mas também pela capacidade do grupo em "manter uma habilidade pop." A avaliação concluiu que "era despojada e desafiava as suas 'fórmulas antigas', dando possibilidades de luta na década de 1990."
O crítico Robert Christgau considerou-o um fracasso, afirmando que era "um álbum incorreto, cujos detalhes raramente tiveram um mérito maior do que se pensava." Em 1993, Christgau refletiu sobre sua avaliação no ano do lançamento: "Depois de muitas e muitas tentativas, Achtung Baby ainda soava como um álbum abominavelmente difuso para mim. Coloquei-o no hall dos 'impossíveis de descrever' uma única canção." Adam Sweeting do The Guardian, declarou que "desenvolveu-se um som brutal do estilo industrial, para filtrar melodias fortes e tocar o funk rock" [sic]. Do mesmo modo, enalteceu o grupo irlandês por melhorar suas composições e incorporar "humor negro" em temas líricos mais obscuros, chamando-o de "uma grande conquista". Ben Thompson do The Independent, publicou: "Apesar de seu péssimo título, é de muitas maneiras um material admirável. Surpreendentemente introvertido, complexo, canções menos patriotas, chegando a ser estranhamente melodiosa." Jay Cocks da revista britânica, The Times, afirmou que o material possuía um "espírito estridente e livre de todos os jukes. Compartilha uma ambição narrativa e o senso de mistério musical de Storyville, explorando as raízes irlandesas [...] ao mesmo tempo estranhas e cativantes, assim como Van Morrison, que é uma espécie de padrinho de todos os roqueiros irlandeses."

### Prêmios e indicações
Em 1991, esteve no ranking da revista The Village Voice, alcançando a quarta posição de "Melhores Álbuns", dos avaliadores musicais da Pazz & Jop. Achtung monopolizou as enquetes da Rolling Stone no final de 1992, ganhando o troféu de "Melhor Single" — "One"; "Artista do Ano", "Melhor Álbum", "Melhor Compositor" [Bono], "Melhor Capa de Álbum", "Regresso do Ano" e entre outros. Recebeu indicações para "Álbum do Ano" e "Canção do Ano" — "The Fly", pela GAFFA Awards. Em 1992, foi nomeado na categoria de "Álbum do Ano" pela Mercury Prize Awards. No American Music Award de 1993, Achtung foi nomeado à categoria de "Álbum Pop/Rock Favorito". No Prêmio Grammy de 1993, ganhou na categoria de "Melhor Performance de Rock por um Duo ou Grupo com Vocais", sendo indicado para o prêmio de "Álbum do Ano". Os produtores Lanois e Eno também ganharam na categoria de "Produtor do Ano Não-Clássico". Naquele mesmo ano, recebeu indicação para "Álbum Mais Vendido (Estrangeiro ou Nacional)" no Prêmio Juno. Críticos de vários jornais, como o The Washington Post e The Boston Globe, classificaram-no entre os melhores do ano.

### Crítica profissional de 2011
| Críticas profissionais | Críticas profissionais |
| Pontuações agregadas   | Pontuações agregadas   |
| Fonte                  | Avaliação              |
| ---------------------- | ---------------------- |
| Metacritic             | 93/100                 |
| Avaliações da crítica  |                        |
| Fonte                  | Avaliação              |
| Consequence of Sound   | A–                     |
| Entertainment Weekly   | A                      |
| Mojo                   | [ 177 ]                |
| Pitchfork              | 9.5/10                 |
| PopMatters             | [ 179 ]                |
| Q                      | [ 180 ]                |
| Rolling Stone          | [ 181 ]                |
| Spin                   | 10/10                  |
| The A.V. Club          | A                      |

De acordo com a revisão da Metacritic, recebeu uma pontuação média de 93/100; com base em 17 revisões, 16 foram positivas e 1 negativa. Em uma avaliação de 20 anos depois, Stephen Thomas disse que "alguns dos remixes pareciam nada mais que curiosidades históricas, porém com uma quantidade surpreendente de vigorosidade ou criatividade, ressaltando como Achtung realmente foi em seu lançamento original." Joe Marvilli do Consequence of Sound, afirmara que "o sétimo álbum de estúdio dos roqueiros irlandeses foi um lançamento milagroso. No final dos anos 80, a banda chegou ao fim de sua pretensiosidade, notada em Rattle and Hum. Mudaram-se para o Hansa Studios em Berlim, reinventando o estilo musical."
Kyle Anderson da Entertainment Weekly, acreditava que apesar dos "seis discos da edição deluxe parecerem um exagero, desde os demos crus até o cachê de remixes de Zooropa (1993), foi essencial para entender a banda mais incompreensível da história" [sic]. Em uma avaliação máxima de cinco estrelas, a revista Mojo declarou: "Em 1991, um dos avaliadores expôs o 'terreno espiritual' do álbum, mas não o verniz brilhante e desconfiado que reveste seus hinos bombeáveis. Os 'localizadores de falhas' [críticos musicais] pensaram que isso havia acontecido, mas 20 anos depois é surpreendente, mesmo para um admirador, de como eles amadureceram." Segundo a Pitchfork, "mesmo depois de 20 anos, parece um disco a ser ouvido, uma experiência singularmente inventiva que nenhuma banda — incluindo o próprio U2 — foi capaz de realmente expor de maneira significativa" [sic]. Em conclusão, a PopMatters afirmou que "após uma reflexão mais aprofundada, um Achtung Baby desprovido de quaisquer materiais extras deve ser mais do que suficiente para satisfazê-lo, afinal, é assim que tem sido feito nas últimas duas décadas. Todo o restante é mero enfeite em cima de um trabalho genial."
Após uma revisão de cinco estrelas dadas pelo editor Andy Greene, da Rolling Stone, o "material bônus não é essencial para ouvir-se, porém o U2 raramente 'abre a cortina' de sua criatividade, sendo fascinante ouvir esse rascunho da história." Em uma breve análise musical do relançamento, Mike Powell da Spin, publicou que o "encarte de todo o conjunto de seis discos [incluindo remixes e versões alternativas] é pretensiosa, extravagante e romântica — o U2, afinal de contas." Por fim, Steven Hyden do The A.V. Club, afirmou em sua revisão que "o álbum representa o último grande suspiro criativo do grupo, evidenciado pela sua nova reedição em vários formatos", concluindo que "eles frequentemente têm sido julgados por confundir gestos extravagantes por universalidade, mas a verdade é que Achtung Baby conquistou nossos corações."

## Zoo TV Tour

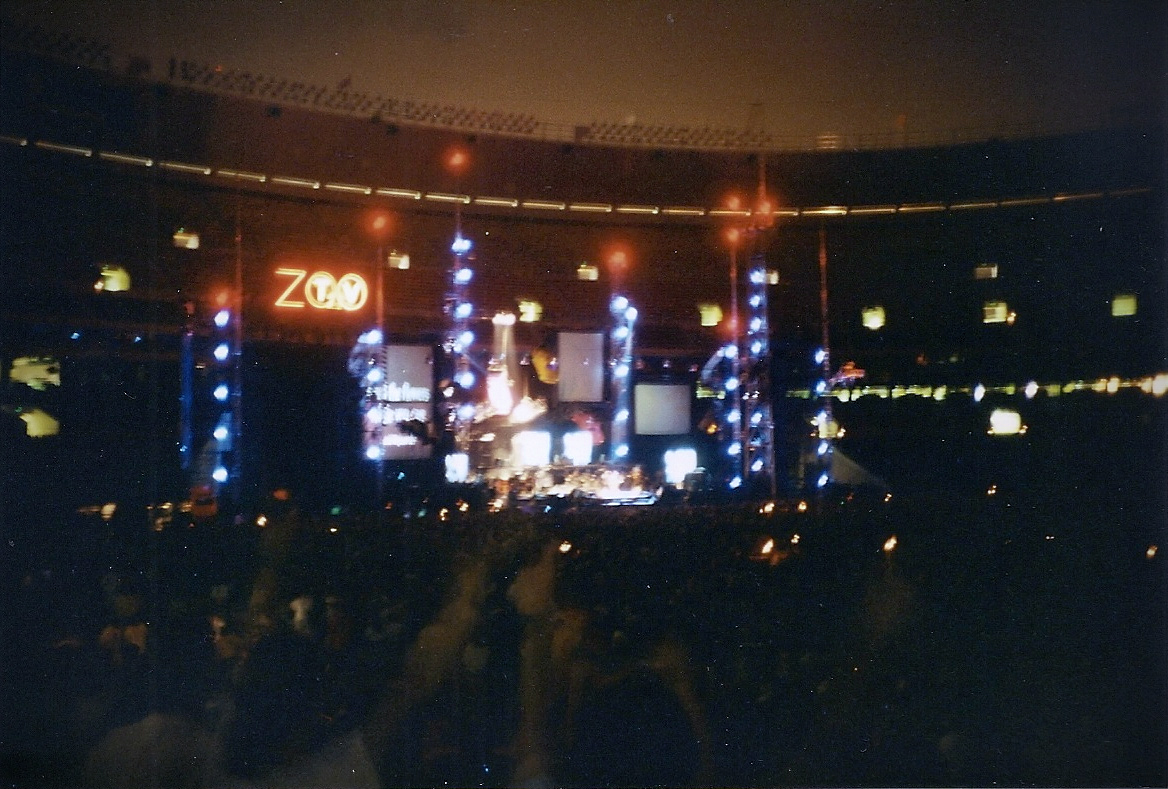
A turnê foi caracterizada pela utilização da multimídia, com um palco que usava dezenas telas de vídeo

Após o lançamento do álbum, a banda deu início à turnê Zoo TV. Oficialmente, foram realizados 150 concertos em arenas e estádios, inaugurando no dia 29 de fevereiro de 1992 na arena Lakeland Center, na cidade de Lakeland, Flórida; e finalizando em 10 de dezembro de 1993 no estádio Tokyo Dome, em Tóquio. A turnê incluiu cinco etapas: as etapas 1 e 3 na América do Norte, 2 e 4 na Europa, e a última nos continentes da Oceania com Ásia.
Assim como Achtung, a turnê também tinha a intenção de inovar durante os shows. Em contraste com um estilo simplista de suas turnês passadas, a Zoo TV foi um evento mais elaborado com a utilização da multimídia. As TVs fixadas no palco mostravam efeitos visuais, videoclipes aleatórios da cultura pop, frases textuais e a perspectiva óptica dos telespectadores foi satirizada na tentativa de sugerir uma "sobrecarga sensorial", na audiência. A conexão via satélite, canais de navegações, trote telefônico e confessionários de vídeos também foram incorporados aos concertos. Enquanto que, na época, o grupo possuía uma imagem de "fechados" em suas performances na década de 1980, nesta turnê quebraram este protocolo perante ao público, querendo mostrar um lado mais "descontraído e autodepreciativo". No palco, Bono retratava alguns personagens que ele tinha criado. A maioria das canções foram tocadas nos shows e o setlist começava até mesmo com oito canções consecutivas do álbum.
O cenógrafo Willie Williams foi o responsável pelo design de palco da turnê. Somente na América do Norte em 1992, eles arrecadaram cerca de 67 milhões de dólares em 73 shows, o valor mais alto para qualquer artista em turnê daquele ano. Ao todo, arrecadaram 151 milhões de dólares, tocando para mais de 5,3 milhões de fãs e listado na sexta posição das turnês musicais de maior bilheteria da década de 1990. Em 2002, a revista Q publicou que a Zoo TV ainda era "a turnê de rock mais espetacular que qualquer outra banda." Em maio de 1994, foi lançado comercialmente o vídeo Zoo TV: Live from Sydney, pela gravadora PolyGram.

## Legado

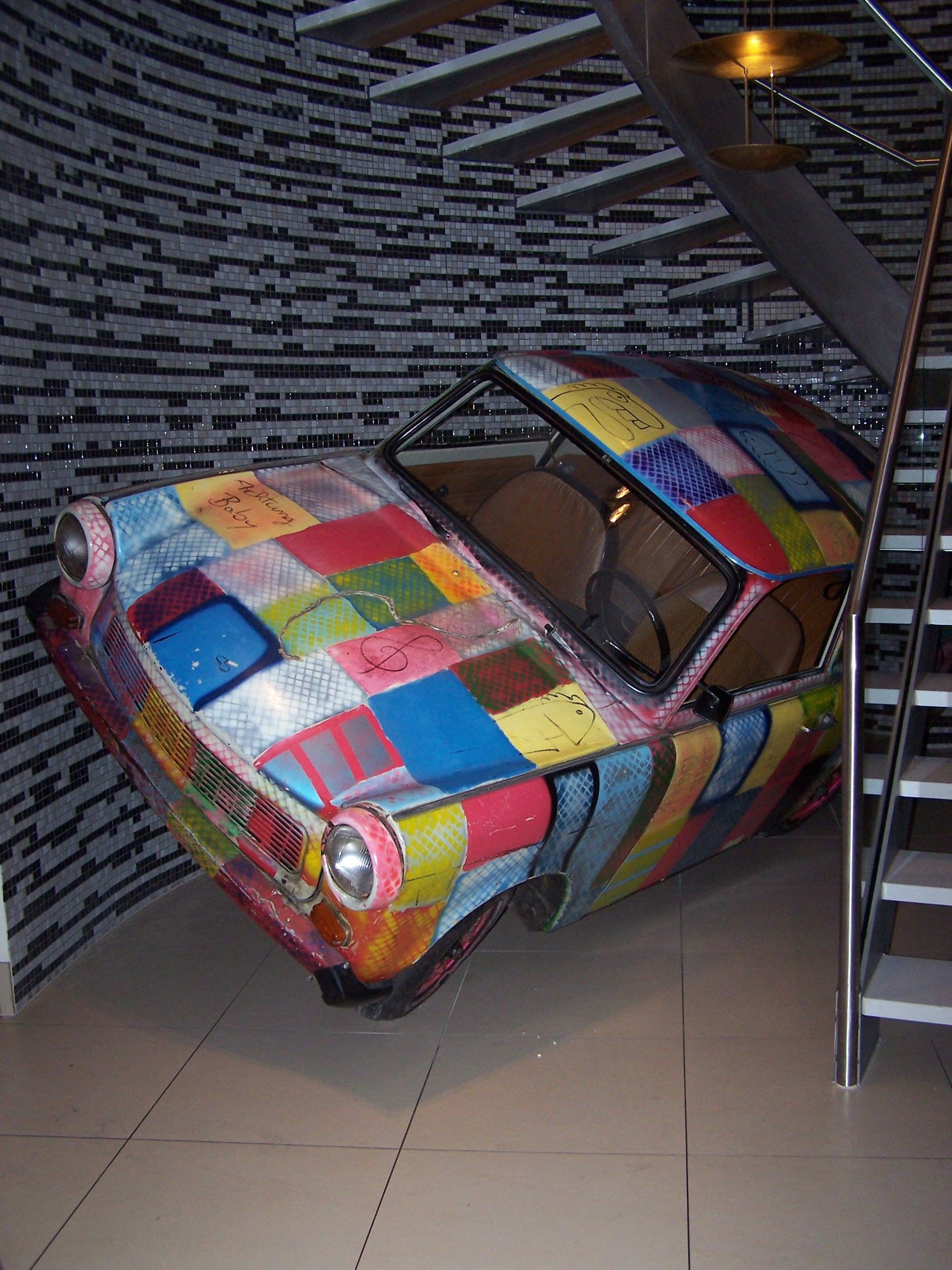
Hard Rock Cafe de Berlim, em homenagem a várias imagens do grupo com o carro, no encarte do álbum

É o segundo álbum mais vendido da banda, atrás apenas de The Joshua Tree, que vendeu 25 milhões de unidades. Achtung foi um marco à banda, o que garantiu-lhes novas possibilidades de estilo musical com os materiais sucessores. Ainda na década de 1990, elaboraram um álbum experimental e ambiente, denominado Original Soundtracks 1 (1995), sob o pseudônimo de Passengers, em parceria com Eno.
O baterista Mullen alegou: "Eu achei um grande disco. Fiquei muito orgulhoso dele. Seu sucesso parecia estar predestinado. Foi uma verdadeira ruptura com o que já havíamos feito antes e não sabíamos se os nossos fãs iriam gostar ou não." Bono afirmou que este material era o "ponto central" da carreira deles: "Ter feito Achtung Baby é a razão pela qual ainda estamos aqui." Em concordância à citação do vocalista, Clayton acrescentou: "Se não tivéssemos feito algo que nos empolgasse, que nos deixasse apreensivos e que desafiasse tudo o que defendíamos, então não haveria realmente nenhuma razão para continuar... Se não tivesse sido um ótimo disco para nossos padrões, a existência da banda estaria ameaçada." Flanagan apontou que a contemporaneidade do grupo na década de 1980, esforçou-se comercialmente com álbuns lançados após a virada de década. Entretanto, argumentou que os irlandeses foram capazes de tirar proveito da música alternativa e, garantir um futuro de sucesso. Toby Creswell falou dessas inspirações em seu livro, 1001 Songs (2005), escrevendo que o álbum ajudou a "evitar tornar-se paródias de si mesmos, sendo varridas pelas revoluções da música grunge e techno."
Foi aclamado como um dos maiores álbuns da história do rock, estando entre os melhores de todos os tempos. Em 1997, o jornal The Guardian recolheu coleções a partir de uma série de críticos renomados, artistas e DJs de rádio, colocando-o na posição de número 71, na lista dos "100 Melhores Álbuns de Todos os Tempos". Em 2000, foi citado no livro All Time Top 1000 Albums, publicado por Colin Larkin, ocupando o 36.º lugar. Em 2001, a VH1 considerou o álbum na 21.ª colocação na enquete "100 Razões para Demonstrar". Em 2003, a Music Business Association inclui-o na lista dos "200 Álbuns Definitivos no Rock and Roll Hall of Fame", na posição de número 45; e na 36.ª colocação na lista dos "40 Álbuns de Todos os Tempos", pelo USA Today. Em fevereiro de 2006, a revista Q lançou uma edição especial de capa, publicando os "100 Maiores Álbuns de Sempre", com o álbum assumindo a nona colocação. Em abril do mesmo ano pela Hot Press, esteve no 21.º lugar na categoria dos "100 Maiores Álbuns de Sempre". Josh Tyrangiel do The Time, publicou que seu "produto final é menos uma revolução do que uma reforma; os grandes ganchos de guitarra ainda estão lá, mas estão enterrados sob vários ritmos e efeitos emprestados da música eletrônica", classificando-o na 79.ª posição dos "100 Álbuns de Todos os Tempos". Na Entertainment Weekly, seguiu na terceira posição dos "100 Melhores Álbuns de 1983 a 2008".
Em 2012, a Rolling Stone publicou um artigo na qual classificava-o entre os "500 Maiores Álbuns de Todos os Tempos", na 63.º lugar. No texto anexado ao álbum, a revista publicou: "Depois de promover uma imagem pública solene por anos, o U2 se soltou com Achtung Baby, uma mistura cautelosa de 'rock elegante' com música euro, gravadas em Berlim e Dublin, ao lado de Brian Eno e Daniel Lanois. Já não eram homens que sabiam de tudo. Agora eles estavam cheios de perguntas  [sic]." No mesmo ano, liderou o ranking da lista dos "125 Melhores Álbuns dos Últimos 25 Anos" da Spin: "Tornaram-se a banda mais emblemática da era do rock alternativo com Achtung Baby." Em 2013, a Entertainment Weekly classificou-o em 23.º lugar na categoria de "Maiores Álbuns de Todos os Tempos".

## Lançamento de reedições

### 2011: Comemoração de 20 anos
Sua comemoração de 20 anos foi marcada por vários lançamentos em 2011. A pedido da banda, foi lançado um documentário, sendo dirigido por Davis Guggenheim, que já colaborou anteriormente com The Edge em It Might Get Loud (2008). O documentário remete aos materiais de gravação no início da década de 1990, bem como a relação conturbada dos membros do grupo e a finalização do álbum. Arquivos e fotos da época aparecem no filme, junto a cenas inéditas de Rattle and Hum. Também foi gravado o retorno deles ao Hansa Studios, durante os ensaios para o Festival de Glastonbury em 2011. Estreando no Festival Internacional de Cinema de Toronto daquele ano, o documentário foi transmitido pela televisão.
Em 31 de outubro, a reedição foi lançada em cinco formatos. Além disso, também foram lançados: DVD, edição deluxe [com edição bônus de remixes e B-sides], uma edição em vinil com dois LPs remixados [como adicionais] e dez edições do álbum.  A reedição foi inicialmente anunciada em uma versão remasterizada pela mídia e pelo site oficial do grupo. No entanto, mais tarde foi confirmado que não haveria qualquer intenção de remasterizá-lo. O guitarrista assegurou que o áudio estava mais "trabalhado", mas não totalmente remasterizado, pois as gravações originais não necessitavam disso. A canção "Blow Your House Down" foi adicionada na edição deluxe, sendo lançada como single promocional juntamente com a reedição do álbum. Naquele ano, a revista Q reuniu um tributo a Achtung Baby, sendo incluída na edição de dezembro daquele ano. A coletânea contém a participação de artistas/bandas renomadas, como Jack White, Depeche Mode, Damien Rice, Patti Smith, The Killers, Snow Patrol, Nine Inch Nails e Garbage, coincidindo com a comemoração de 25 anos da revista, naquele ano.

### 2018: Lançamento em vinil
Em continuação a campanha de relançar todos os álbuns no formato LP, foi lançada contendo dois discos em 27 de julho de 2018. Ao contrário de sua reedição anterior, Achtung Baby passou pelo processo de remasterização em 2018, sendo dirigido por The Edge. Cada cópia incluiu um passe para download, podendo ser usado para resgatar a cópia digital do álbum.

### 2021–23: Comemoração de 30 anos e edição limitada

Edição limitada de 30 anos do álbum

Em 2021 foi relançado em vários formatos para seu 30.º aniversário: edições padrão LP's em preto e colorido — versões padrão e deluxe, respectivamente — foram lançadas em 19 de novembro, seguidas por uma caixa digital de 50 faixas em 3 de dezembro. A banda também colaborou com Thierry Noir realizada em uma instalação artística no Hansa Studios; Noir — que pintou os trabants originais apresentados na fotografia do álbum — contribuiu com obras de arte para os carros e uma seção do Muro de Berlim para a exposição. O capô do veículo foi leiloado para beneficiar o Instituto de Som e Música de Berlim (ISM Home).
Em 1.º de outubro de 2022 foi lançado em edição limitada o álbum ao vivo Achtung Baby 30 – Live, sendo disponibilizado em download somente para os assinantes do site oficial do grupo. O álbum reúne versões durante os shows de várias turnês, contendo 12 canções e um livreto de fotos comentados por Bill Flanagan. Em fevereiro de 2023 foi anunciado o evento U2:UV Achtung Baby, iniciando em 29 de setembro de 2023. A Live Nation também promoveu a notícia de inauguração da arena Sphere at the Venetian Resort, possuindo o formato de esfera, localizada em Paradise, Estados Unidos; a temática futurística apresenta a primeira tela de 16K que circunda o público, acompanhado da tecnologia 4D. Em decorrência de uma intervenção cirúrgica que o baterista Larry Mullen foi submetido, confirmou-se a substituição por Bram van den Berg.

## Listas de faixas
Todas as letras escritas por Bono, todas as músicas compostas por U2.
| Faixas da edição padrão |                                              |                                       |         |  |
| N.º                     | Título                                       | Produzido por                         | Duração |  |
| 1.                      | "Zoo Station"                                | Daniel Lanois                         | 4:36    |  |
| 2.                      | "Even Better Than the Real Thing"            | Steve Lillywhite · Brian Eno · Lanois | 3:41    |  |
| 3.                      | "One"                                        | Lanois · Eno                          | 4:36    |  |
| 4.                      | "Until the End of the World"                 | Lanois · Eno                          | 4:39    |  |
| 5.                      | "Who's Gonna Ride Your Wild Horses"          | Lillywhite · Lanois · Eno             | 5:16    |  |
| 6.                      | "So Cruel"                                   | Lanois                                | 5:49    |  |
| 7.                      | "The Fly"                                    | Lanois                                | 4:29    |  |
| 8.                      | "Mysterious Ways"                            | Lanois · Eno                          | 4:04    |  |
| 9.                      | "Tryin' to Throw Your Arms Around the World" | Lanois · Eno                          | 3:53    |  |
| 10.                     | "Ultra Violet (Light My Way)"                | Lanois · Eno                          | 5:31    |  |
| 11.                     | "Acrobat"                                    | Lanois                                | 4:30    |  |
| 12.                     | "Love Is Blindness"                          | Lanois                                | 4:23    |  |
| Duração total:          | Duração total:                               | Duração total:                        | 55:45   |  |

| Achtung Baby: the Videos |                                               |                          |         |  |
| N.º                      | Título                                        | Diretor(es):             | Duração |  |
| 1.                       | "Interference"                                | Maurice Linnane          |         |  |
| 2.                       | "Even Better Than the Real Thing"             | Kevin Godley             | 3:41    |  |
| 3.                       | "Interference"                                | Linnane                  |         |  |
| 4.                       | "Mysterious Ways"                             | Stéphane Sednaoui        | 4:02    |  |
| 5.                       | "One" (versão 1)                              | Anton Corbijn            | 4:34    |  |
| 6.                       | "The Fly"                                     | Ritchie Smyth, Jon Klein | 4:52    |  |
| 7.                       | "Interference"                                | Linnane                  |         |  |
| 8.                       | "Even Better Than the Real Thing" (dance mix) | Smyth                    | 4:35    |  |
| 9.                       | "One" (versão 2)                              | Mark Pellington          | 4:34    |  |
| 10.                      | "Even Better Than the Real Thing"             | Armando Gallo, Kampah    | 3:45    |  |
| 11.                      | "One" (versão 3)                              | Phil Joanou              | 4:34    |  |
| 12.                      | "Until the End of the World"                  | Smyth                    | 4:38    |  |
| Duração total:           | Duração total:                                | Duração total:           | 65:01   |  |

| Faixas da edição deluxe |                                                             |         |  |
| N.º                     | Título                                                      | Duração |  |
| 1.                      | "Lady with the Spinning Head (UV1)"                         | 3:57    |  |
| 2.                      | "Blow Your House Down"                                      | 3:30    |  |
| 3.                      | "Salome"                                                    | 4:35    |  |
| 4.                      | "Even Better Than the Real Thing"                           | 3:41    |  |
| 5.                      | "Satellite of Love"                                         | 4:03    |  |
| 6.                      | "Who's Gonna Ride Your Wild Horses" (Temple Bar Remix)      | 4:52    |  |
| 7.                      | "Paint It Black"                                            | 3:25    |  |
| 8.                      | "Even Better Than the Real Thing" (Fish Out of Water Remix) | 4:08    |  |
| 9.                      | "Mysterious Ways" (The Perfecto Mix)                        | 7:11    |  |
| 10.                     | "Night and Day" (Steel String Remix)                        | 6:59    |  |
| 11.                     | "The Lounge Fly Mix"                                        | 6:30    |  |
| 12.                     | "Fortunate Son"                                             | 2:43    |  |
| 13.                     | "Alex Descends Into Hell for a Bottle of Milk/Korova 1"     | 3:39    |  |
| 14.                     | "Where Did It All Go Wrong?"                                | 3:59    |  |
| Duração total:          | Duração total:                                              | 63:20   |  |

| Faixas da edição padrão em LP | |                      |  |
| N.º                           | Título                                                                                              | Duração              |  |
| 1.                            | "Lado A" - 1. "Zoo Station" - 2. "Even Better Than the Real Thing" - 3. "One"                       | 13:28 4:36 3:41 4:36 |  |
| 2.                            | "Lado B" - 1. "Until the End of the World" - 2. "Who's Gonna Ride Your Wild Horses" - 3. "So Cruel" | 16:13 4:39 5:16 5:49 |  |
| 3.                            | "Lado C" - 1. "The Fly" - 2. "Mysterious Ways - 3. "Tryin' to Throw Your Arms Around the World"     | 12:43 4:29 4:04 3:53 |  |
| 4.                            | "Lado D" - 1. "Ultra Violet (Light My Way)" - 2. "Acrobat" - 3. "Love Is Blindness"                 | 14:40 5:31 4:30 4:23 |  |
| Duração total:                | Duração total:                                                                                      | 57:06                |  |

| Faixas das edições Uber e Unter Remix em LP | |                 |  |
| N.º                                         | Título | Duração         |  |
| 1.                                          | "Uber Remix – Lado A" - 1. "Even Better Than the Real Thing (The Perfecto Mix)" - 2. "Night and Day (Twilight Remix)"            | 12:15 6:37 5:32 |  |
| 2.                                          | "Uber Remix – Lado B" - 1. "Mysterious Ways (The Perfecto Mix)" - 2. "Even Better Than the Real Thing (Fish Out of Water Remix)" | 11:31 7:11 4:08 |  |
| 3.                                          | "Unter Remix – Lado A" - 1. "Salome (Zooroomancer Remix)" - 2. "Mysterious Ways (Solar Plexus Club Mix)"                         | 12:20 8:02 4:10 |  |
| 4.                                          | "Unter Remix – Lado B" - 1. "Lemon (The Perfecto Mix)"                                                                           | 8:57 8:57       |  |
| Duração total:                              | Duração total: | 45:05           |  |

| Super/Uber CD Disco 1 – Achtung Baby |                                              |         |  |
| N.º                                  | Título                                       | Duração |  |
| 1.                                   | "Zoo Station"                                | 4:36    |  |
| 2.                                   | "Even Better Than the Real Thing"            | 3:41    |  |
| 3.                                   | "One"                                        | 4:36    |  |
| 4.                                   | "Until the End of the World"                 | 4:39    |  |
| 5.                                   | "Who's Gonna Ride Your Wild Horses"          | 5:16    |  |
| 6.                                   | "So Cruel"                                   | 5:49    |  |
| 7.                                   | "The Fly"                                    | 4:29    |  |
| 8.                                   | "Mysterious Ways"                            | 4:04    |  |
| 9.                                   | "Tryin' to Throw Your Arms Around the World" | 3:53    |  |
| 10.                                  | "Ultra Violet (Light My Way)"                | 5:31    |  |
| 11.                                  | "Acrobat"                                    | 4:30    |  |
| 12.                                  | "Love Is Blindness"                          | 4:23    |  |
| Duração total:                       | Duração total:                               | 55:45   |  |

| Super/Uber CD Disco 2 – Zooropa |                                                  |         |  |
| N.º                             | Título                                           | Duração |  |
| 1.                              | "Zooropa"                                        | 6:30    |  |
| 2.                              | "Babyface"                                       | 4:00    |  |
| 3.                              | "Numb"                                           | 4:19    |  |
| 4.                              | "Lemon"                                          | 6:56    |  |
| 5.                              | "Stay (Faraway, So Close!)"                      | 4:58    |  |
| 6.                              | "Daddy's Gonna Pay for Your Crashed Car"         | 5:20    |  |
| 7.                              | "Some Days Are Better Than Others"               | 4:16    |  |
| 8.                              | "The First Time"                                 | 3:46    |  |
| 9.                              | "Dirty Day"                                      | 5:24    |  |
| 10.                             | "The Wanderer" (com participação de Johnny Cash) | 4:44    |  |
| Duração total:                  | Duração total:                                   | 50:21   |  |

| Super/Uber CD Disco 3 – Uber Remix |                                                          |                                                    |         |  |
| N.º                                | Título                                                   | Música                                             | Duração |  |
| 1.                                 | "Night and Day" (Steel String Remix)                     | Cole Porter                                        | 6:57    |  |
| 2.                                 | "Even Better Than the Real Thing" (The Perfecto Mix)     |                                                    | 6:37    |  |
| 3.                                 | "Mysterious Ways" (Solar Plexus Extended Club Mix)       |                                                    | 7:01    |  |
| 4.                                 | "Lemon" (The Perfecto Mix)                               |                                                    | 8:57    |  |
| 5.                                 | "Can't Help Falling In Love" (Triple Peaks Remix)        | Luigi Creatore · Hugo Peretti · George David Weiss | 4:35    |  |
| 6.                                 | "Lady With the Spinning Head" (Extended Dance Mix)       |                                                    | 6:08    |  |
| 7.                                 | "Even Better Than the Real Thing" (V16 Exit Wound Remix) |                                                    | 3:19    |  |
| 8.                                 | "Mysterious Ways" (Ultimatum Mix)                        |                                                    | 7:05    |  |
| 9.                                 | "The Lounge Fly Mix"                                     |                                                    | 6:28    |  |
| 10.                                | "Mysterious Ways" (The Perfecto Mix)                     |                                                    | 7:05    |  |
| 11.                                | "One" (Apollo 440 Remix)                                 |                                                    | 5:04    |  |
| Duração total:                     | Duração total:                                           | Duração total:                                     | 67:21   |  |

| Super/Uber CD Disco 4 – Unter Remix |                                                                    |         |  |
| N.º                                 | Título                                                             | Duração |  |
| 1.                                  | "Mysterious Ways" (Tabla Motown Remix)                             | 429     |  |
| 2.                                  | "Mysterious Ways" (Apollo 440 Magic Hour Remix)                    | 4:28    |  |
| 3.                                  | "Can't Help Falling In Love" (Mystery Train Dub)                   | 8:34    |  |
| 4.                                  | "One" (Apollo 440 Ambient Mix)                                     | 5:04    |  |
| 5.                                  | "Lemon" (Momo's Reprise)                                           | 4:09    |  |
| 6.                                  | "Salome" (Zooromancer Remix)                                       | 8:02    |  |
| 7.                                  | "Even Better Than the Real Thing" (Trance Mix)                     | 6:51    |  |
| 8.                                  | "Numb" (Gimme Some More Diginity Mix)                              | 8:51    |  |
| 9.                                  | "Mysterious Ways" (Solar Plexus Magic Hour Remix)                  | 8:15    |  |
| 10.                                 | "Numb" (Soul Assassins Mix)                                        | 3:58    |  |
| 11.                                 | "Even Better Than the Real Thing" (Apollo 440 Stealth Sonic Remix) | 6:44    |  |
| Duração total:                      | Duração total:                                                     | 68:56   |  |

| Super/Uber CD Disco 5 – B-sides e outros materiais |                                                             |                                |         |  |
| N.º                                                | Título                                                      | Música                         | Duração |  |
| 1.                                                 | "Lady with the Spinning Head (UV1)"                         |                                | 3:57    |  |
| 2.                                                 | "Blow Your House Down"                                      |                                | 3:30    |  |
| 3.                                                 | "Salome"                                                    |                                | 4:35    |  |
| 4.                                                 | "Even Better Than the Real Thing"                           |                                | 3:41    |  |
| 5.                                                 | "Satellite of Love"                                         | Lou Reed                       | 4:03    |  |
| 6.                                                 | "Who's Gonna Ride Your Wild Horses" (Temple Bar Remix)      |                                | 4:52    |  |
| 7.                                                 | "Heaven and Hell"                                           |                                | 5:03    |  |
| 8.                                                 | "Oh Berlin"                                                 |                                | 4:31    |  |
| 9.                                                 | "Near the Island" (Instrumental)                            |                                | 2:56    |  |
| 10.                                                | "Down All the Days"                                         |                                | 6:33    |  |
| 11.                                                | "Paint It Black"                                            | Mick Jagger · Keith Richards   | 3:25    |  |
| 12.                                                | "Fortunate Son"                                             |                                | 2:43    |  |
| 13.                                                | "Alex Descends into Hell for a Bottle of Milk/Korova 1"     |                                | 3:39    |  |
| 14.                                                | "Where Did It All Go Wrong?"                                |                                | 3:59    |  |
| 15.                                                | "Everybody Loves a Winner"                                  | William Bell · Booker T. Jones | 5:16    |  |
| 16.                                                | "Even Better Than the Real Thing" (Fish Out of Water Remix) |                                | 4:08    |  |
| Duração total:                                     | Duração total:                                              | Duração total:                 | 67:25   |  |

| Super/Uber CD Disco 6 – Kindergarter |                                                     |         |  |
| N.º                                  | Título                                              | Duração |  |
| 1.                                   | "'Baby' Zoo Station"                                | 5:33    |  |
| 2.                                   | "'Baby' Even Better Than the Real Thing"            | 3:42    |  |
| 3.                                   | "'Baby' One"                                        | 4:35    |  |
| 4.                                   | "'Baby' Until the End of the World"                 | 4:31    |  |
| 5.                                   | "'Baby' Who's Gonna Ride Your Wild Horses"          | 5:16    |  |
| 6.                                   | "'Baby' So Cruel"                                   | 6:08    |  |
| 7.                                   | "'Baby' The Fly"                                    | 4:45    |  |
| 8.                                   | "'Baby' Mysterious Ways"                            | 4:03    |  |
| 9.                                   | "'Baby' Tryin' to Throw Your Arms Around the World" | 4:12    |  |
| 10.                                  | "'Baby' Ultra Violet (Light My Way)"                | 5:49    |  |
| 11.                                  | "'Baby' Acrobat"                                    | 4:26    |  |
| 12.                                  | "'Baby' Love Is Blindness"                          | 7:17    |  |
| Duração total:                       | Duração total:                                      | 60:28   |  |

| Super/Uber – DVD Disco 1 |                                     |         |  |
| N.º                      | Título                              | Duração |  |
| 1.                       | "From the Sky Down" (documentário)" |         |  |

| Super/Uber – DVD Disco 2 |                                                                           |         |  |
| N.º                      | Título                                                                    | Duração |  |
| 1.                       | "The Fly"                                                                 |         |  |
| 2.                       | "Mysterious Ways"                                                         |         |  |
| 3.                       | "One"                                                                     |         |  |
| 4.                       | "Even Better Than the Real Thing"                                         |         |  |
| 5.                       | "One" (Buffalo Version)                                                   |         |  |
| 6.                       | "One" (Restaurant Version)                                                |         |  |
| 7.                       | "Who's Gonna Ride Your Wild Horses"                                       |         |  |
| 8.                       | "The Fly" (Performance Only)                                              |         |  |
| 9.                       | "Even Better Than the Real Thing" (The Perfecto Mix)                      |         |  |
| 10.                      | "The Fly" (Text Only)                                                     |         |  |
| 11.                      | "Until the End of the World" (Live)                                       |         |  |
| 12.                      | "The Fly" (Live from the Stop Sellafield Concert)                         |         |  |
| 13.                      | "Even Better Than the Real Thing" (Live from the Stop Sellafield Concert) |         |  |
| 14.                      | "Love Is Blindness"                                                       |         |  |
| 15.                      | "Lemon"                                                                   |         |  |
| 16.                      | "Stay (Faraway, So Close!)"                                               |         |  |
| 17.                      | "Numb"                                                                    |         |  |
| 18.                      | "Numb" (Video Remix)                                                      |         |  |

| Super/Uber – DVD Disco 3 | |         |  |
| N.º                      | Título | Duração |  |
| 1.                       | "Zoo TV Special" (documentário)" |         |  |
| 2.                       | "Shorts" - 1. "MTV's Most Wanted – ZooTV Special" - 2. "MTV Rockumentary" - 3. "U2 on Naked City, 1993" - 4. "Trabantland documentary" |         |  |
| 3.                       | "Rom Content" - 1. Screensavers, Desktop Wallpapers, Weblinks"                                                                         |         |  |

| Super/Uber – DVD Disco 4 |                                          |                                                    |         |  |
| N.º                      | Título                                   | Música                                             | Duração |  |
| 1.                       | "Show Opening"                           |                                                    |         |  |
| 2.                       | "Zoo Station"                            |                                                    |         |  |
| 3.                       | "The Fly"                                |                                                    |         |  |
| 4.                       | "Even Better Than the Real Thing"        |                                                    |         |  |
| 5.                       | "Mysterious Ways"                        |                                                    |         |  |
| 6.                       | "One"                                    |                                                    |         |  |
| 7.                       | "Unchained Melody"                       | Alex North · Hy Zaret                              |         |  |
| 8.                       | "Until the End of the World"             |                                                    |         |  |
| 9.                       | "New Year’s Day"                         |                                                    |         |  |
| 10.                      | "Numb"                                   |                                                    |         |  |
| 11.                      | "Angel of Harlem"                        |                                                    |         |  |
| 12.                      | "Stay (Faraway, So Close!)"              |                                                    |         |  |
| 13.                      | "Satellite of Love"                      |                                                    |         |  |
| 14.                      | "Dirty Day"                              |                                                    |         |  |
| 15.                      | "Bullet the Blue Sky"                    |                                                    |         |  |
| 16.                      | "Running to Stand Still"                 |                                                    |         |  |
| 17.                      | "Where the Streets Have No Name"         |                                                    |         |  |
| 18.                      | "Pride (In the Name of Love)"            |                                                    |         |  |
| 19.                      | "Daddy's Gonna Pay For Your Crashed Car" |                                                    |         |  |
| 20.                      | "Lemon"                                  |                                                    |         |  |
| 21.                      | "With or Without You"                    |                                                    |         |  |
| 22.                      | "Love Is Blindness"                      |                                                    |         |  |
| 23.                      | "Can't Help Falling In Love"             | Luigi Creatore · Hugo Peretti · George David Weiss |         |  |

| Achtung Baby 30 – Live | |         |  |
| N.º                    | Título | Duração |  |
| 1.                     | "Zoo Station" (Live from Vertigo Tour, Buenos Aires – 2 de março de 2006)                                    | 4:44    |  |
| 2.                     | "Even Better Than the Real Thing" (Live from Popmart Tour, Reggio Emilia – 20 de setembro de 1997)           | 4:16    |  |
| 3.                     | "One" (Live The Joshua Tree Tour 2017, São Paulo – 19 de outubro de 2017)                                    | 5:10    |  |
| 4.                     | "Until the End of the World" (Live from Innocence + Experience Tour, Barcelona – 5 de outubro de 2015)       | 5:58    |  |
| 5.                     | "Who's Gonna Ride Your Wild Horses" (Live from Experience + Innocence Tour, Belfast – 28 de outubro de 2018) | 6:01    |  |
| 6.                     | "So Cruel" (Live from ZooTV Tour, Michigan – 9 de setembro de 1992)                                          | 3:45    |  |
| 7.                     | "The Fly" (Live from ZooTV Tour, Londres – 20 de agosto de 1993)                                             | 4:51    |  |
| 8.                     | "Mysterious Ways" (Live from U2 360° Tour, Cape Town – 18 de fevereiro de 2011)                              | 5:19    |  |
| 9.                     | "Tryin' to Throw Your Arms Around the World" (Live from ZooTV Tour, Dublin – 28 de agosto de 1993)           | 4:12    |  |
| 10.                    | "Ultra Violet (Light My Way)" (Live from U2 360° Tour, Buenos Aires – 2 de abril de 2011)                    | 5:26    |  |
| 11.                    | "Acrobat" (Live from Experience + Innocence Tour, Manchester – 19 de outubro de 2018)                        | 4:31    |  |
| 12.                    | "Love Is Blindness" (Live from ZooTV Tour, Texas – 16 de outubro de 1992)                                    | 6:27    |  |

## Desempenho comercial
Mundialmente, 18 milhões de cópias foram vendidas, sendo considerado o segundo álbum mais vendido pelos irlandeses. De acordo com a Nielsen Soundscan, ocupou a primeira posição na Billboard 200, vendendo cerca de oito milhões de cópias nos Estados Unidos. Em 7 de dezembro de 1991, esteve à frente de vários álbuns de sucesso, permanecendo apenas por uma semana. Naquela época, foi o terceiro trabalho do U2 a liderar o ranking da revista. De modo simultâneo, estreou na liderança do Top Album Sales e Top Current Albums.
Ainda pela Billboard 200, nas categorias de "Fim de Ano" e "Final de Década", esteve na 5.ª e 74.ª colocação, respectivamente. Na Austrália, ocupou a primeira posição e conseguiu desbancar Dangerous (1991) de Michael Jackson, sendo o segundo álbum dos irlandeses a alcançar a primeira posição no país; levou certificação de quíntupla platina, com cerca de 350 mil unidades comercializadas. No Canadá, alcançou a primeira colocação pela revista RPM, recebendo certificação de diamante, com um milhão de unidades. Estreando na liderança, também permaneceu apenas uma semana na Nova Zelândia, ocupando o lugar de Simply the Best de Tina Turner, adquirindo certificação de quíntupla platina. Com exceção das paradas em que alcançou o topo, somente naquele ano esteve no "Top 5" de sete países.
Com o relançamento de 20 anos do álbum, esteve presente em 12 paradas distintas. Nos Estados Unidos, também esteve no Catalog e Catalog Album Sales [ambas ocupando a segunda colocação]; e Tastemaker Album. Permaneceu durante quatro semanas nas paradas da Alemanha, alcançando a décima posição. Enquanto a reedição de 2011 alcançou o "Top 10" na Espanha, Irlanda e Portugal, a reedição em vinil de 2018 esteve entre as cinco primeiras posições dos LPs [americano e britânico].

## Paradas musicais
| País/Parada (1991)                    | Melhor posição |
| ------------------------------------- | -------------- |
| Alemanha (Offizielle Deutsche Charts) | 4              |
| Austrália (ARIA Charts)               | 1              |
| Áustria (Ö3 Austria Top 40)           | 2              |
| Bélgica (Ultratop de Flandres)        | 31             |
| Bélgica (Ultratop de Valônia)         | 48             |
| Canadá (RPM Top 100)                  | 1              |
| Espanha (PROMUSICAE)                  | 65             |
| Estados Unidos (Billboard 200)        | 1              |
| Estados Unidos (Top Album Sales)      | 1              |
| Estados Unidos (Top Current Albums)   | 1              |
| França (SNEP)                         | 37             |
| Itália (FIMI)                         | 35             |
| Noruega (VG-lista)                    | 4              |
| Nova Zelândia (RMNZ)                  | 1              |
| Países Baixos (MegaCharts)            | 2              |
| Reino Unido (UK Albums Chart)         | 2              |
| Suécia (Sverigetopplistan)            | 3              |
| Suíça (Schweizer Hitparade)           | 3              |
| Fim de Ano (1991–92)                  | Posição fixada |
| Alemanha (Offizielle Deutsche Charts) | 18             |
| Austrália (ARIA)                      | 29             |
| Áustria (Ö3 Austria Top 40)           | 23             |
| Estados Unidos (Billboard 200)        | 5              |
| Suíça (Schweizer Hitparade)           | 31             |
| Fim de Década (1990–99)               | Posição fixada |
| Estados Unidos (Billboard 200)        | 74             |

| País/Parada (2011)                        | Melhor posição |
| ----------------------------------------- | -------------- |
| Alemanha (Offizielle Deutsche Charts)     | 10             |
| Bélgica (Ultratop de Flandres)            | 33             |
| Bélgica (Ultratop 40 de Valônia)          | 20             |
| Espanha (PROMUSICAE)                      | 10             |
| Estados Unidos (Alternative Albums Sales) | 17             |
| Estados Unidos (Catalog Albums)           | 2              |
| Estados Unidos (Catalog Albums Sales)     | 2              |
| Estados Unidos (Internet Albums)          | 17             |
| Estados Unidos (Rock Albums Sales)        | 28             |
| Estados Unidos (Tastemaker Albums)        | 15             |
| Estados Unidos (Top Albums Sales)         | 128            |
| França (SNEP)                             | 39             |
| Irlanda (Irish Albums Chart)              | 9              |
| Portugal (AFP)                            | 4              |
| Reino Unido (UK Albums Chart)             | 35             |
| País/Parada (2018)                        | Melhor posição |
| Alemanha (Offizielle Deutsche Charts)     | 66             |
| Escócia (Scottish Albums Charts)          | 30             |
| Estados Unidos (Internet Albums)          | 17             |
| Estados Unidos (Vinyl Albums)             | 2              |
| Reino Unido (UK Vinyl Albums)             | 4              |

## Certificações
| Alemanha (BVMI)                                                               | Platina    | 500 000^   |
| Argentina (CAPIF)                                                             | Platina    | 60 000^    |
| Austrália (ARIA)                                                              | 5× Platina | 350 000^   |
| Áustria (IFPI)                                                                | Platina    | 50 000*    |
| Brasil (Pro-Música Brasil)                                                    | Ouro       | 100 000*   |
| Canadá (Music Canada)                                                         | Diamante   | 1 000 000^ |
| Canadá (Music Canada) (Videos)                                                | Ouro       | 5 000*     |
| Dinamarca (IFPI)                                                              | 2× Platina | 40 000^    |
| Espanha (PROMUSICAE)                                                          | Platina    | 100 000^   |
| Estados Unidos (RIAA)                                                         | 8× Platina | 8 000 000^ |
| Estados Unidos (RIAA) (Videos)                                                | Platina    | 100 000*   |
| Finlândia (IFPI Finlândia)                                                    | Ouro       | 10 000^    |
| França (SNEP)                                                                 | 2× Platina | 600 000*   |
| Itália (FIMI)                                                                 | Ouro       | 50 000*    |
| Japão (RIAJ)                                                                  | Ouro       | 100 000^   |
| Noruega (NMO)                                                                 | Platina    | 50 000*    |
| Nova Zelândia (RMNZ)                                                          | 5× Platina | 75 000^    |
| Países Baixos (NVPI)                                                          | Platina    | 100 000^   |
| Reino Unido (BPI)                                                             | 4× Platina | 1 200 000^ |
| Suécia (GLF)                                                                  | Platina    | 100 000^   |
| Suíça (IFPI Suíça)                                                            | Ouro       | 25 000^    |
| Resumo                                                                        | Unidades   | Unidades   |
| Mundo                                                                         | 18 000 000 | 18 000 000 |
| *Certificação com base no número de vendas. ^Certificação com base no varejo. |            |            |

## Créditos
Adaptação a partir do encarte.
U2
- Bono – vocal  ·  guitarra
- The Edge – guitarra  ·  teclado  ·  vocal
- Adam Clayton – baixo
- Larry Mullen Jr. – bateria  ·  percussão

Performance adicional
- Brian Eno – teclado (faixas 3, 9 e 12)  ·  arranjo de cordas (faixa 6)
- Daniel Lanois – guitarra (faixas 1, 3 e 9)  ·  percussão (faixas 4 e 8)
- The Duchess Nell Catchpole – viola (faixa 6)  ·  violino (faixa 6)
- The Edge – arranjo de cordas (faixa 6)

Técnica
- Daniel Lanois – produção (todas as faixas)  ·  mixagem (faixas 4, 7, 8, 11 e 12)
- Brian Eno – produção (faixas 2, 3, 4, 5, 8, 9 e 10)  ·  mixagem (faixa 6)  ·  agradecimento especial (faixa 7)
- The Edge – mixagem (faixa 8)
- Robbie Adams – engenharia de áudio (faixas 2 e 5)  ·  assistência de engenharia (faixas 1 e 12)  ·  engenharia adicional (faixas 3, 4, 6, 7, 8, 9, 10 e 11)  ·  mixagem (faixas 2 e 9)  ·  assistência de mixagem (faixas 2 e 7)
- Paul Barrett – engenharia de áudio (faixa 2)  ·  agradecimento especial (faixa 5)
- Mark "Flood" Ellis – engenharia de áudio (faixas 1, 3, 4, 6, 7, 8, 9, 10, 11 e 12)  ·  mixagem (faixas 1, 3, 4, 6, 7, 8, 10, 11 e 12)
- Sean Leonard – assistência de mixagem (faixas 2, 5 e 9)
- Steve Lillywhite – produção (faixas 2 e 5)  ·  mixagem (faixas 2, 5, 7 e 9)
- Shannon Strong – assistência de engenharia (faixas 1, 3, 4, 5, 6, 7, 8, 9, 10, 11 e 12)  ·  mixagem (faixa 5)  ·  assistência de mixagem (faixas 1, 3, 4, 6, 8, 10, 11 e 12)
- Lou Reed e Sylvia "Reed" Morales – agradecimento especial (faixa 11)
- The Fluffy Cod Trio – agradecimento especial (faixa 12)
- Steve Averill – design
- Arnie Acosta – masterização de áudio
- Anton Corbijn – fotografia
- Shaughn McGrath – design
- Stewart Whitmore – edição digital
- Charlie Whisker – ilustração